# تاريخ اليهود في ألمانيا

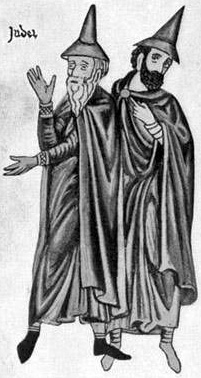
يهود ألمان من القرن الثالث عشر

تاريخ اليهود في ألمانيا رمز لتاريخ اليهود في أوروبا الغربية بين معاداة اليهودية ومعاداة السامية «الحديثة». ازدهر المجتمع اليهودي بعد وصوله إلى منطقة الراينلاند في عصر الإمبراطورية الرومانية حتى نهاية القرن الحادي عشر. منذ الحملة الصليبية الأولى، عاش اليهود فترة طويلة من العذاب تخللتها المذابح والاتهامات بالجرائم العشائرية والابتزاز والنفي خارج البلاد. شهد هذا العصر انحطاطاً للوضع القانوني للمجتمع اليهودي. ومُنع اليهود من معظم المهن. تفاعل فلاسفة «التنوير» خلال القرن الثامن عشر مع الحالة البائسة لليهود بفضل موسى مينديلسون. لكن طريق تحررهم كان طويلا وامتد لحوالي قرن من الزمان. صاحب هذه الفترة دمج لليهود ضمن المجتمع. إن استيعاب اليهود في المجتمع أدى إلى تقدم اقتصادي وفكري مما أثار غيرة بعض الأوساط. ووضع وصول أدولف هتلر لسدة الحكم عام 1933 اليهود في مؤخرة المجتمع الألماني. جاءت الاضطهادات ثم النفي ثم الإبادة الجماعية أثناء الحرب العالمية الثانية. بدأ المجتمع اليهودي بإعادة البناء ببطء بعد الحرب. وأحاطت الحكومة الفيدرالية المجتمع اليهودي بكل الحرص.

## أصول المجتمع اليهودي الألماني

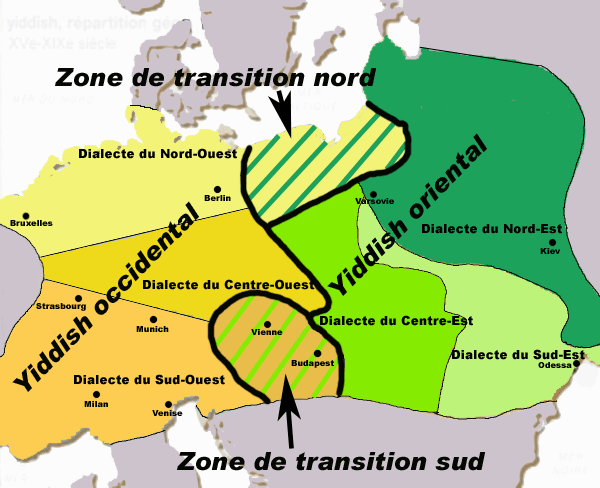
خريطة اللهجة اليديشية بين القرن الخامس عشر والقرن التاسع عشر

وصل اليهود في عصر الامبراطورية الرومانية إلى محافظات ألمانيا العليا والسفلى والتي اسموها ب“أرض اشكناز”، لذلك عرفوا بيهود أشكناز وكان اصلهم من بلاد الغال وإيطاليا ونجد من بينهم بعض التجار اليهود القادمين من فلسطين. جاء العديد من المتحولون من ديانات أخرى لنشاط التبشير اليهودى في هذا الوقت. وقد اعتنق شعوب كثيرة من آسيا الصغرى واليونان ومصر وشمال أفريقيا وألمانيا الديانة اليهودية. أول أثر رسمي لوجودهم كان في كولونيا عام 321 وهو عبارة عن نص يوضح ان الوضع القانونى لليهود واحد في الامبراطورية كلها. فهم يمتلكون كافة الحقوق المدنية ماعدا امتلاك عبد مسيحى أو الحصول على خدمة عامة. ويعملون في الزراعة والتجارة والحرف اليدوية أكثر من عملهم في الأقراض.
يعتقد هنريك جرايتز ان وجود اليهود في ألمانيا جاء قبل وجود المسيحيين بها. إن الغزوات الألمانية لم تغير ظروفهم المعيشية. في بداية العصور الوسطى، وجدت المجتمعات اليهود في حوض الراين بالاخص، وبالتحديد في فورمس وسبير وماينتس وأيضا في ريغنسبورغ وفرانكفورت وباسو. في هذا الوقت، كانوا يعيشون على التجارة بشكل أساسي. كان التجار اليهود يتاجرون مع الشرق ومع البلاد السلافية المجاورة وكانوا يمتلكون استقلالية كبيرة.
ازدهرت المجتمعات حتى نهاية القرن الحادي عشر بسبب التسامح الدينى للملوك الميروفنجيون والكارولنجيون. في القرنين الثامن عشر والتاسع عشر، وجد العديد من اليهود الفرنسيون ملاذا في ألمانيا. يتكلم اليهود الالمان لهجة ألمانية قريبة من الالزاسية وتسمى “اليديشية” واصبحت لغة جميع يهود أوروبا الوسطى.

## منذ الكارولنجيون حتى الحملة الصليبية الأولى
في الامبراطورية الكارولنجية، يجب على اليهود كما يجب على الجميع دفع العشر على البضائع. ثبت التجار اليهود العلاقات القوية بين المسيحية الغربية والإسلام. أصبح اسحق اليهودى سفير لشارلمان مع الخليفة هارون الرشيد عام 797. لقد حمى الكارولنجيون المجتمعات اليهودية. كانوا يعفون من الخدمة العسكرية على عكس احرار الامبراطورية. احتكر اليهود نشاط الأقراض بالفوائد بعد منع الكنيسة له. في عهد الكارولنجيون وحتى نهاية القرن الحادي عشر، صدر اليهود العبيد والفرو والاسلحة لإيطاليا وإسبانيا واستوردوا التوابل والمسكنات والبلح والمعادن الثمينة. لقد ساهموا في عمل محاور لنقل البضائع الهامة من اودية الراين والدانوب. كانت الاتصالات بين إمبراطورية الفرنجة وامبراطورية إسبانيا أو شمال أفريقيا في محال التجارة أو في مجال التوافق الدينى.
في عهد لويس الورع، سويت ثلاثة مواثيق ولكنهم كانوا لافراد بعينهم وحسب طلبهم. كانت هذه المواثيق تضمن لليهود حماية حياتهم وممتلكاتهم وحرية التجارة وحرية العبادة («لقد سمح لهم بالحياة حسب قوانينهم»).
كان اليهود تحت الرعاية المباشرة للإمبراطور وكانوا رجاله. في حالة قتل يهودى، فيجب على القاتل دفع غرامة تقدر بعشرة جنيهات من الذهب وهي ضعف غرامة قتل فارس مسيحى. تضاف هذه الأموال مباشرة إلى ثروة الإمبراطور.
لقد خصص ضابط للدفاع عن امتيازاتهم.
في منتصف القرن الحادي عشر، هدد الملك هنرى الثالث من يقتل يهودى بفقد عينيه ويده اليمنى. كان الكارولنجيون يفضلون تأصيل اليهود مثلما فضل بعض العلمانيون والكنسيون. دعا روديجر اليهود للاستقرار في مدينته عام 1084 “لزيادة شرف المدينة الف مرة” حسب قوله. فقد منحهم مجموعة من الحقوق والتي سميت “امتيازات روديجر”. وقد اعطى لهم حى منفصل واعطاهم حق الوقوف على اسواره لحراسته “لكى لا يصيبهم مكروه من الجمع”. وجد هذا الحى بجانب نهر الراين وهو محاط بحائط ويتضمن مقبرة وكنيس. كان لليهود في هذا الوقت شرطة خاصة بهم ولهم الحق في تشغيل الخدام المسيحيين وبيع لحوم الكشروت لغير اليهود. كان لهم القدرة للاتيان باليهود الاجانب. كان العمدة الخاص بهم هو عمدة مدينة سبير أيضا. تحددت امتيازاته من الامبراطورية الرومانية المقدسة عام 1090. الذي مد حكم العمدة إلى فورمز.
تجدد ميثاق فورمز عام 1157 على يد فريدريك الأول بربروسا والذي منح أيضا ميثاق لمدينة ريغنسبورغ عام 1182.
في القرن الحادي عشر، ظهر المعهد العبرى في المجتمعات الراينية. بعض المراكز الراينية مثل سبير وماينتس وفورمز - التي تحوى كنيس بني عام 1034 على الطراز البيزنطى - اعطوا لليهودية الغربية صيت عن المعرفة والرحمة على غرار المراكز الفرنسية. أصبح التلمود كتاب غربي بفضلهم.
لقد تمتع اليهود بحرية العبادة، فكانوا يعتبرون الشهود عن آلام المسيح والمحافظين على العهد القديم والشعب المختار للهداية عند اقتراب نهاية العالم.
في القرن الخامس، أصبح أسبوع الآلام فترة للمضايقات والاضطهادات ضد اليهود.
جمع الحاخام رابينو جرشوم العديد من التلاميذ حوله. تعمق في دراسة التلمود والتوراة بتطبيق طرق الأكاديميات التلمودية في بابل. ادخل إلى العقيدة منع تعدد الزوجات ومنع الطلاق دون موافقة الزوجة ومنع اهانة اليهود الذين تركوا ديانتهم ورجعوا إليه مرة أخرى. شهرة هذا الرجل وصلت لكل العالم اليهودى في القرون الوسطى.

## منذ الحملات الصليبية حتى الإصلاح

### عصر المذابح

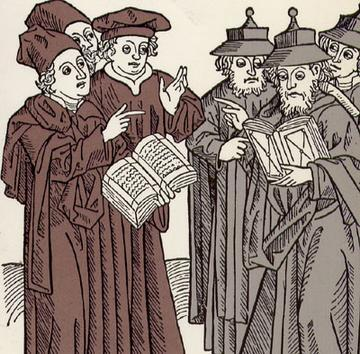
نزاع يهودى مسيحى(يميز اليهود غطاء الرأس)

في أثناء الحملات الصليبية الأولى، تعددت المذابح للشعب اليهودى بألمانيا بعد اشاعات ان الساراسيون استولوا على الاماكن المقدسة بمساعدة اليهود. كان اساس هذه المذابح في وادى الراين. رغم وجودهم في الأرض لعدة قرون، أصبح اليهود خائنين للمسيحية ويجب معاقبتهم قبل تحرير الاماكن المقدسة.
لقد ذبحت مجتمعات بطول طريق الصليبيون بسبير وماينتس وفورمز وريغنسبورغ.
في ماينتس، قتل 1100 يهودى في يوم واحد وهدم الكنيس وباقى منشأت المجتمع اليهودى في المدينة. إذا كانت المجتمعات في ريغنسبورج عرضت مشهدا للغرق الجماعى للنجاة من الموت، فقد كان رد الفعل الأكثر شيوعا هو تقديس الاسم الالهى. هذه المشاهد من الانتحار الجماعى مثل قتل الام لأبناءها وقتل الزوج لزوجته ادت إلى اتهام اليهود بطقوس القتل. لقد قتل 12000 يهودى في عام 1096.
كانت الاساقفة تحمى احيانا المجتمعات من المدينة.
لقد ادان البابا هذا العنف وخاصة عمل “حثالة المجتمع” . في 1097، سمح الملك هنرى الرابع لليهود المتحولون بالقوة ان يعودوا إلى ديانتهم واعاد لهم بعض ممتلكاتهم من خلال تعويضات كبيرة.
بدأت المذابح من جديد في 1146 خلال الحملة الصليبية الأولى بتحريض من راهب سابق. لكنها توقفت بفضل تدخل برنارد من كليرفو ولم تصل شدتها لشدة مذابح الحملة الصليبية الأولى. وكان شكر المجتمع اليهودى لبرنارد من كليرفو كبيرا.
ثم بدأت الاتهامات بالقتل العقائدى فقد اتهم اليهود بذبحهم للاطفال في عيد الفصح للحصول على دمائهم. ثم اتهموا بنفس الاتهامات في بفورزيم وفيسمبورج واوبرويسل. في 1270، ال“جيدنبرتر” دمرت المجتمعات في ألزاس. في 1285، اتهم اليهود بالقتل العقائدى فقتل 180 يهودى من الرجال والنساء والأطفال بحبسهم داخل الكنيس وحرق الكنيس.
وصل عدد الضحايا إلى 941 ضحية جراء مذبحة فورتسبورغ في 1298 . دمر الفارس ريندفليش المجتمعات الموجودة في فرنكونيا في نفس العام  وقد قتل 470 يهودى في مدينة روتنبرج فقط. من 1336 وحتى 1339، قام مجموعة من فقراء الفلاحين والذين سموا ب“قتلة اليهود” بنشر الذعر من ألزاس وحتى شوابيا.
كان مرض الموت الأسود الذي دمر أوروبا منذ عام 1349 فرصة للمزيد من الاتهامات مثل تسميم مياه الآبار لنشر المرض وكان فرصة أيضا للمزيد من المذابح. رفض عمدة ستراسبورغ تصديق هذه الاشاعات واعلن نيته لحماية اليهود في المدينة. لذلك اقيل من منصبه وتم في 16 فبراير 1349 قتل مئات اليهود بالإعدام حرقا. ثم نهبت ممتلكات اليهود ووزعت على البرجوازيون والاساقفة والبلدية. وقد ضمنت البلدية الحصانة لكل المواطنون المشاركون في المذابح.
كان الضحايا اللاحقين هم يهود فورمز الذين حرق منهم 400 يهودى حيا على الاقل في 1 مارس 1349 . في 24 يوليو، فضل اليهود التضحية بانفسم عن طريق الهولوكوست بتدمير جزء من المدينة باضرام النيران بها. أكبر عدد من الضحايا كان في ماينتس حيث قتل 600 يهودى على الاقل في 22 أغسطس 1349 . دافع اليهود عن انفسهم لأول مرة في هذه المدينة فقتلوا 200 على الاقل من مثيرى الشغب إلا أن عدد المعتدين عليهم غير متكافئ مع عددهم فحبسوا في منازلهم ووضعوا امام خيارين: اما ان يموتوا من الجوع واما ان يدخلوا المسيحية فاضرموا في منازلهم النيران وماتوا بداخلها. جاء الدور على يهود كولونيا بعد يومين من هذا الحدث وكان الشعب اليهودى في إرفورت الذي يقدر ب 3000 نسمة ضحية البطش والكره الشعبي.
شهد شهر ديسمبر 1349 الهجوم على يهود نورنبيرغ وهانوفر.
بعد عودة الهدوء، وجب على قادة الإمارات والمدن الألمانية تحديد عقوبة لقتلة اليهود. فقام الإمبراطور بفرض غرامة قدرها 20 ألف مارك من الفضة بسبب الخسائر التي سببتها مذابح اليهود. ثم فرض ضباط خزانة الامبراطورية غرامات أخرى. وكانت العقوبة الأساسية هي قانون امبراطورى يعطى هذه الأموال لليهود عند وفاة الإمبراطور، لكن المدينين لم ينتفعوا كثيرا من هذا القانون بسبب الاضطرابات والمشاكل. في 1510، حرق 40 يهودى حيا في مرغريفية براندنبورغ. للحفاظ على ذكرى الشهداء الذين توفوا في مختلف المدن، تجمعت المجتمعات لكتابة “كتاب الذاكرة” . فقد قرروا ذكر أسماء الشهداء في يوم الغفران وبالاخص في ذكرى أيام مذابح الحملة الصليبية الأولى. ان الصدمة الناتجة عن مذابح اليهود في القرنين الحادي عشر والثاني عشر اعطى لليهود فكرة تحقيق بلد منعزل عن باقى البلاد. ان بيتاهيا الريغنسبورغى كتب “طريق” باللغة العبرية وهو الطريق الذي يسمح بوجود الأرض المقدسة بعد التشتت.
على الصعيد الديني، يمكن شرح تغير الموقف من اليهود بسبب التأهبات الأخروية. فكانوا يعتقدون انهم يعجلون بمجئ السيد المسيح عن طريق تحويل أكبر عدد من اليهود إلى المسيحية. ان البابوية التي كانت تعتقد أن اليهود هم “خراف الكنيسة” لم تعترض على تغير وضع اليهود في الامبراطورية.

### المجتمعات

#### نشاطات فكرية وفنية
بالرغم من الاضطهادات، استمر العلماء اليهود في تفسير الانجيل والتلمود. اوصل “الاشكينازيون” تعليما اثر في اليهود إلى ما بعد البرانس. كتب الحاخامات اناشيد والحان حزينة طقسية وضعت كأجزاء في كتب الصلوات الاشكينازية. في القرن الثاني عشر، اقترح الحبر صموئيل الحصيد طقس غامض يتميز باهمية الأخلاق وأهمية تحضير القرابين من اجل الايمان.
في القرن الثالث عشر، تميز ابنه الحبر جودا بتراكيبه الطقسية وكتاب “كتاب الورعون” . لم تنه فترة الطاعون الكبير انشطتهم الفكرية. خصص منصب الحاخام في منتصف القرن الرابع عشر للذين قاموا بدراسات والقادرون على توفير اذن كتابى لمدرستهم. ثبت يعقوب مولان واسحق تيرنو بشكل نهائي مذهب المعابد الألمانية.
لقد ظهرت في ألمانيا “المحزوريم” وهي كتب تحتوى على الصلوات والقطع الطقسية للاعياد الثابتة وغير الثابتة للعام. بين نهاية القرن الثالث عشر وبداية القرن الرابع عشر، كانوا يزينوا بالمنمنمات الموضحة لكائنات حية برؤوس طيور وحيوانات لتجنب الوصف الطبيعى للإنسان. كان “محذور” فورمز هو الأشهر.
تحتوى “المحذوريم” على مرثاة تتفق مع الاضطهادات التي عانوا منها.
أنتجت المصانع اليهودية مخطوطات منمنمة جميلة. تميزت منمنمة المدن الألمانية بافكار مختلفة وايقونات مبتكرة مثل العديد من الكائنات المهجنة والوحوش والشخصيات الاسطورية المرسومة بخط غليظ والمجملة بالألوان القوية. في بداية القرن الرابع عشر، انتشر اثنان من تقنيات الزينة غير الرمزية وهم: كتابة صغيرة سطورها تصنع اشكال عن الموضوع التي تتحدث عنه والعلامة المائية المرسومة بالريشة أو بحبر الألوان. توقف فن المنمنمة فجأة في 1348 أثناء انتشار الطاعون الأسود والاضطهادات من جديد. في القرن الخامس عشر، صنعت “الهاجادو” ذات الخط الصغير والهوامش التي تشكل شواهد انجيلية مزاد عليها عوامل اسطورية.

#### نظام المجتمعات

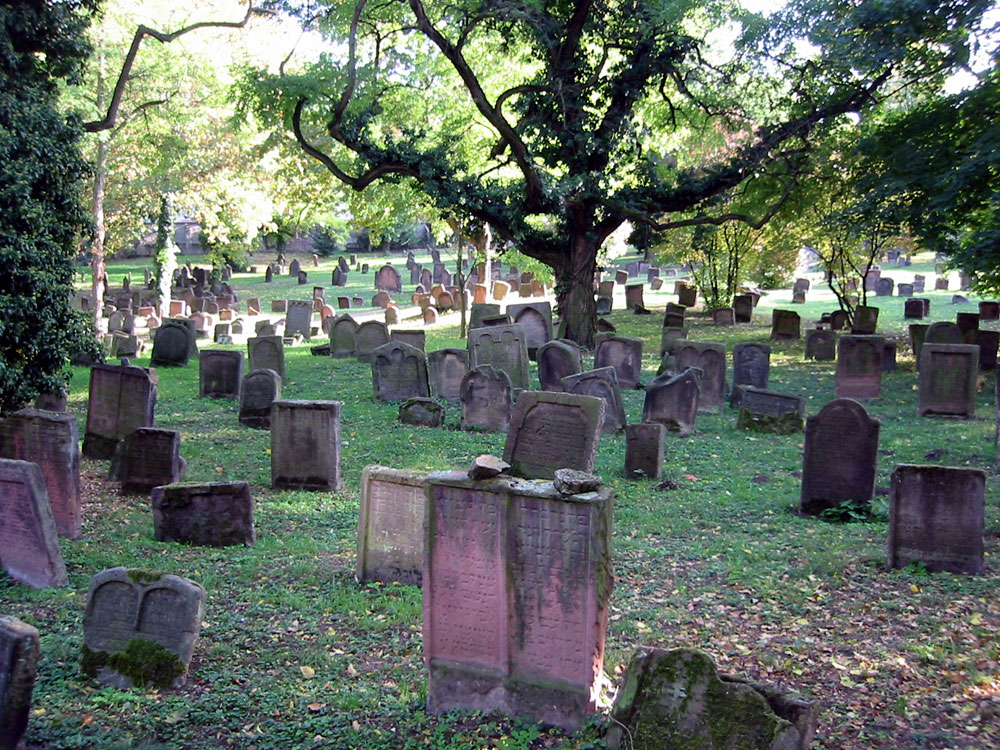
مقبرة اليهود في فورمز

يجب على المجتمع توفير ثلاثة احتياجات:
- الاحتياجات الدينية: يجب على المجتمع تأسيس كنيس ومقبرة وحوض شعائرى ومحكمة تفصل في المشاكل المتعلقة بالاحوال الشخصية عن الإجراءات المدنية والجنائية. يكون رئيس المحكمة بشكل عام هو الحاخام ويحصل على مرتب بجانب الشماس والمنشد.
- مساعدة المحتاجين من خلال اموال الإحسان والاطعام الشعبي. في المجتمعات الكبيرة، يملك اليهود تكية ومستشفى. تمول كل هذه المؤسسات من خلال الضريبة المجتمعية والتبرعات النذرية.
- حماية وامان الممتلكات والأرواح: يتفاوض قادة المجتمع مع السلطة الأعلى منه مثل الإمبراطور أو الأمير أو الاسقف على مبلغ لاعالة المجتمع. في كثير من المدن، يجب على اليهود الدفاع عن مجتمعهم ضد الأعداء.[27]

لعبت المؤسسات التطوعية دورا كبيرا في الحياة في المجتمعات. كانت تتكرس في التعليم اليهودى وتعليم الأطفال الفقراء والمحتاجين. كانت “هفرا قديشة” هي المؤسسة الأكثر نشاطا وكانت تهتم بالدفن. جعل تشتت المجتمعات في الامبراطورية الرومانية المقدسة من الصعب تأسيس سلطة مركزية.
يبنى الكنيس بشكل عام في قلب حى يهودى. فرضت الكنيسة والحكومة المحلية قيود تلزم اليهود بتقليص حجم الكنيس. في العالم الاشكينازى، يخضع الكنيس لقواعد رومانية وقوطية. لكن بما أن حجرات الصلوات ضيقة بشكل عام مثلما في فورمز  وريغنسبورغ، فلا يجب مقارنة المعابد بالكنائس المسيحية الكبيرة.
يمتلك الكنيس ذو الطراز القوطى صالة طويلة مقسمة على ثلاثة عواميد لحمل القبة. يشغل المقرأ المكان المركزى. وقد هدم بعد طرد اليهود من المدينة.

### تدهور احوال اليهود

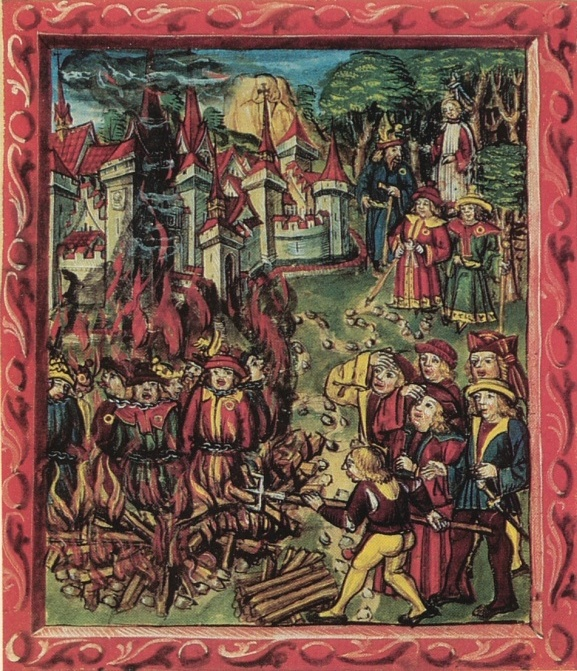
يهود يحملون علامة “الروال” والمحكوم عليهم بالإعدام حرقا

في 1095، كان منع اليهود من حمل السلاح (السمة التقليدية للإنسان الحر) هو اعلان التعايش السلمى بين اليهود والمسيحيين.
منذ القرن الثاني عشر، تراجعت احوال اليهود الالمان على المستوى القضائي أيضا. أصبحوا خدام في غرفة الإمبراطور. الإمبراطور طلب منهم حق الحماية الخاصة ثم الحصول على قرش من الذهب للفرد. في 1215، امر المجلس الرابع ل“لاتران” اليهود بحمل علامة اختلافهم وهي قبعة خاصة بحرف مدبب.
كثرت الاتهامات بالقتل الشعائرى وتدنيس القرابين. في يوليو 1236، عقد الإمبراطور فريدريك الثانى الذي يستقبل في قصره اليهود والمسلمون مجلسا لليهود التحولون للمسيحية بخصوص القتل الشعائرى وقد اكدوا انه لا وجود للقتل الشعائرى في اليهودية. فرفض الإمبراطور فريدريك الثاني علنيا جميع اتهامات القتل الشعائرى.
لكن الأحوال القانونية لليهود استمرت في التدهور. في 1267، اجبر سينودس فروتسلاو اليهود على المعيشة في احياء مخصوصة لعزلهم عن المسيحيين وازداد انعزال اليهود.
منذ 1349 وبعد الطاعون الأسود، كانت تغلق ابواب الغيتو كل ليلة.
في 1463، أعلن الإمبراطور ان بمقدرته التصرف باليهود وممتلكاتهم كما يشاء.
تغيرت الأحوال المادية لليهود أيضا. تخلى اليهود عن الزراعة بهدف التوحد وتكوين مجتمعات منظمة، خاصة في العبادة والمدارس. ان اليهود الذين كانوا يمتلكون امتيازات كبيرة في تجارة البحر المتوسط خسروا مكانتهم بعد تطور التجارة الإيطالية والألمانية. لقد منعوا أيضا من التجارة الداخلية لكونهم غير مسيحيون. وقد خسروا أيضا دورهم كخبراء ماليين لصالح الأباطرة. ووجب عليهم ترك الحرف اليدوية التي اشتهروا بها داخل المدن الألمانية.
و لم يتبقى لهم الا الأقراض بالرهن والأقراض بالمخاطرة، اعطى لهم هذا النشاط غير الشعبي سمعة تتعلق بالربا والاستغلال.

فعاش اليهود في انطواء متزايد على انفسهم، يخشون ترك الغيتو الخاص بهم خوفا من الاعتداء. هذا الانعزال شجع على ظهور اللغة اليديشية. كان التطور اللغوى لليهود الالمان مختلف عن باقى انحاء البلاد. ادخلت اليديشية كلمات عبرية إلى اللغة وأصبح من الصعب فهمها من غير اليهود.
في حين مجيْ كل إمبراطور جديد، يتم تجريد اليهود من ممتلكاتهم. في عهد رودولف الأول، بدأ اليهود ترك الإمبراطورية الرومانية المقدسة. قبضت السلطات على الحاخام الكبير “Meïr de Rothenburg” خوفا من خسارة مصدر كبير من الارباح. منذ 1355، استولى الأمراء على جزء من صلاحيات الإمبراطور وأصبح لهم الحق شئ فشئ ان يمتلكوا اليهود امتلاكا كاملا. وامتدت هذه الصلاحية للعديد من المدن الحرة. هاجر الكثير من اليهود إلى بولاندا المزدهرة. منح كل من بولسلاس العفيف في 1264 وكازيميز الكبير في 1344 لليهود أراضي ووضع مناسب لهم. لقد احتفظوا باللغة اليديشية في التعامل.

### عصر النفي

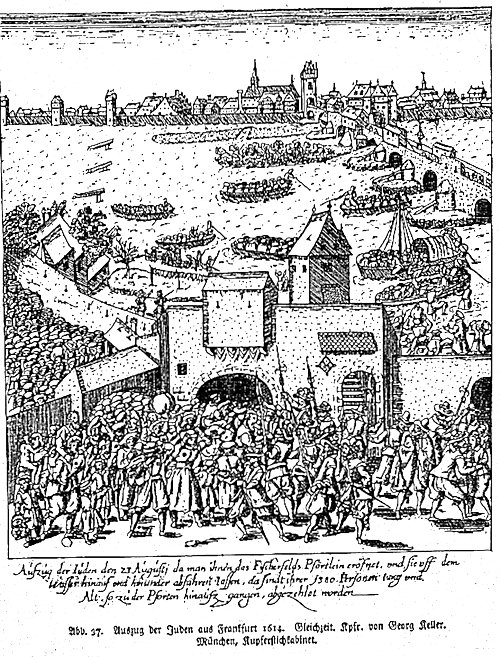
طرد 1380 من اليهود خارج فرانكفورت في 1614

في نهاية القرن الرابع عشر، كانت الغيرة الاقتصادية والحاجة إلى المال لدى الأمراء هي الدوافع الأساسية للاضطهادات . في البداية، قام الأمراء والمدن المحتاجين لأرباح اليهود بدعوتهم للعودة مع ضمان الحماية الكاملة لهم. لم يلبث ان حصل هؤلاء الأمراء على الرخاء وبدأ الطرد والسلب من جديد: أولم في 1380 وماغديبورغ في 1384 وستراسبورغ في 1388 وسبير في 1434 وآوغسبورغ في 1410 ومطرانية ماينتس في 1420 وسكسونيا في 1232 وبافاريا بين 1450 و1555 وفورسبورغ في 1453 ونارمبورغ في 1499  وراتيسبون في 1519.
في نهاية القرن الرابع عشر، الغى الإمبراطور فنتسل جميع ديونه وديون الأمراء الذين تعاقدوا عليها مع اليهود . انغلق اليهود في القرى بعد طردهم من المدن وعاش العديد منهم في الأرياف . فعاش 90% من اليهود في فورتمبيرغ. اما في الأراضي الشرقية مثل دوقية بوزنانيا الكبرى، فتجمع اليهود في بعض المدن الصغيرة.
بالرغم من ذلك، لم يضع الطرد حدا للاضطهادات . كانت الحروب الهوسية في القرن الخامس عشر فرصا للمذابح والتحولات الدينية بالإكراه وانتحار اليهود لتجنب التحول للمسيحية بالإكراه. بعد الحرب، حرق 41 يهودى احياء في فروتسلاو بتحريض من الراهب كابيسترانو .
لم يهتم تيار الإنسانية الوليد بمصير اليهود . فقط جوهانس راشلن هو من كان يعارض الأفكار المشتركة لكل معاصريه . كان يعتقد أن اللغة العبرية لها قيمة روحية وبالاخص من خلال القبالة. فكان أول شخص يستخدم العبرية من غير اليهود . نشر الجزار اليهودى المتحول إلى الكاثوليكية “جوهانس بفيفيركورن” عدة كتيبات معادية للسامية تحت اسم “الاخوة ستروهمان ودومينيكان الكولونى” عام 1505 وطلب من ماكسيمليان الأول إمبراطور الرومانية المقدسة تفويضا لمصادرة وحرق جميع المكتوبات اليهودية وبالاخص التلمود وطلب أيضا منع كل الكتب المكتوبة باللغة العبرية . في 1510، فوض “أوريل فون جيمنجن” - اسقف ماينتس - “راشلن” بفحص تأثير الأدب اليهودى على المسيحية . ادى ذلك إلى حرب كتابية بين راشلن وبفيفيركورن . دافع راشلن عن موقفه ضد تدمير الكتب اليهودية في كتاب له يسمى “Augenspiegel” عام 1511 وكان معظم الكهنة متوافقين في الرأى مع راشلن . بالرغم من ذلك، تقدم راشلن إلى روما امام المحكمة لمواجهة تهمة اختلاق البدع . أخذ مجلس لاتران الخامس (1512 - 1517) موقف مدافع عن راشلن واكد ان التلمود لا يوجد به ما هو ضد المسيحية .

### نتائج الإصلاح على اليهود الالمان

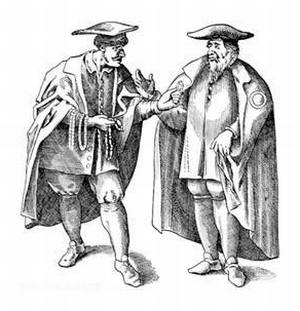
اليهود الراينيين في القرن السادس عشر

ساعد تطور الطباعة في أوروبا على نشر الصور النمطية المعادية لليهود . لم يغير الإصلاح البروتستانتي تغيرا كبيرا في ظروف المعيشة لليهود في البداية . في البداية، أخذ مارتن لوثر على الكنيسة الكاثوليكية الرومانية اضطهاد اليهود . كان يتمنى في الحقيقة تحويلهم إلى المسيحية لكنه فشل في ذلك فطلب من الأمراء طردهم . ونشر لوثر في 1543 كتيب باسم “Von den Juden und ihren Lügen” والذي يحتوى على افتراءات العصور الوسطى ويدعو بوضوح لاستخدام العنف ضد اليهود واحراق معابدهم.
قامت فورتمبيرغ في 1551 وبراندنبورغ في 1573 ودوقية براونشفايغ لونيبورغ في 1590 بطرد اليهود خارج اراضيهم . في نهاية القرن السادس عشر، لم يكن موجود في ألمانيا إلا ثلاثة مجتمعات كبيرة وهي فرس وفورمز التي يعيش بها 14000 يهودى وفرانكفورت.
قام شارل الخامس الذي أعلن حمايته لليهود منذ مجيئه والذي منع طرد اليهود خارج الامبراطورية المقدسة بالتأكيد على حقوقهم عام 1544، لكن احوال اليهود لم تتغير لانها كانت تعتمد منذ وقت طويل على المدن والأمراء.
ان الموقف اللاهوتى للمسيحيون الاصلاحيون هو نفس موقف الكاثوليك، فهم يعتقدون أن الله قد اهمل اليهود لانهم رفضوا الايمان بان يسوع هو المسيا.
بالرغم من ذلك، فقد اختفت اتهامات اليهود بالقتل العقائدى وتدنيس القرابين في العالم البروتستانتى الاوروبى بعد رفض البروتستانت الاعتراف بتقديس القرابين التي تؤكد الوجود الحقيقى للمسيح أثناء الأفخارستيا.
تضمن الإصلاح تعايش العديد من الديانات في ألمانيا وأصبح الاختلاف الدينى لليهود اقل اثارة . وجدت السلطات المدنية بهامبورغ التي ارادت طرد اليهود معارضة منذ 1621 بالاْراء السلبية لكليات اللاهوت بلينا وفرانكفورت. في نهاية حرب الثلاثين عاما، كرس صلح وستفاليا الاختلافات الدينية وبدأ في دمج اليهود داخل أوروبا .

## تحرر اليهود

### الأحوال البائسة

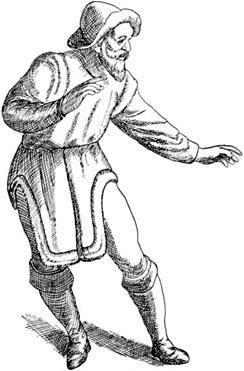
يهودى من شفابن

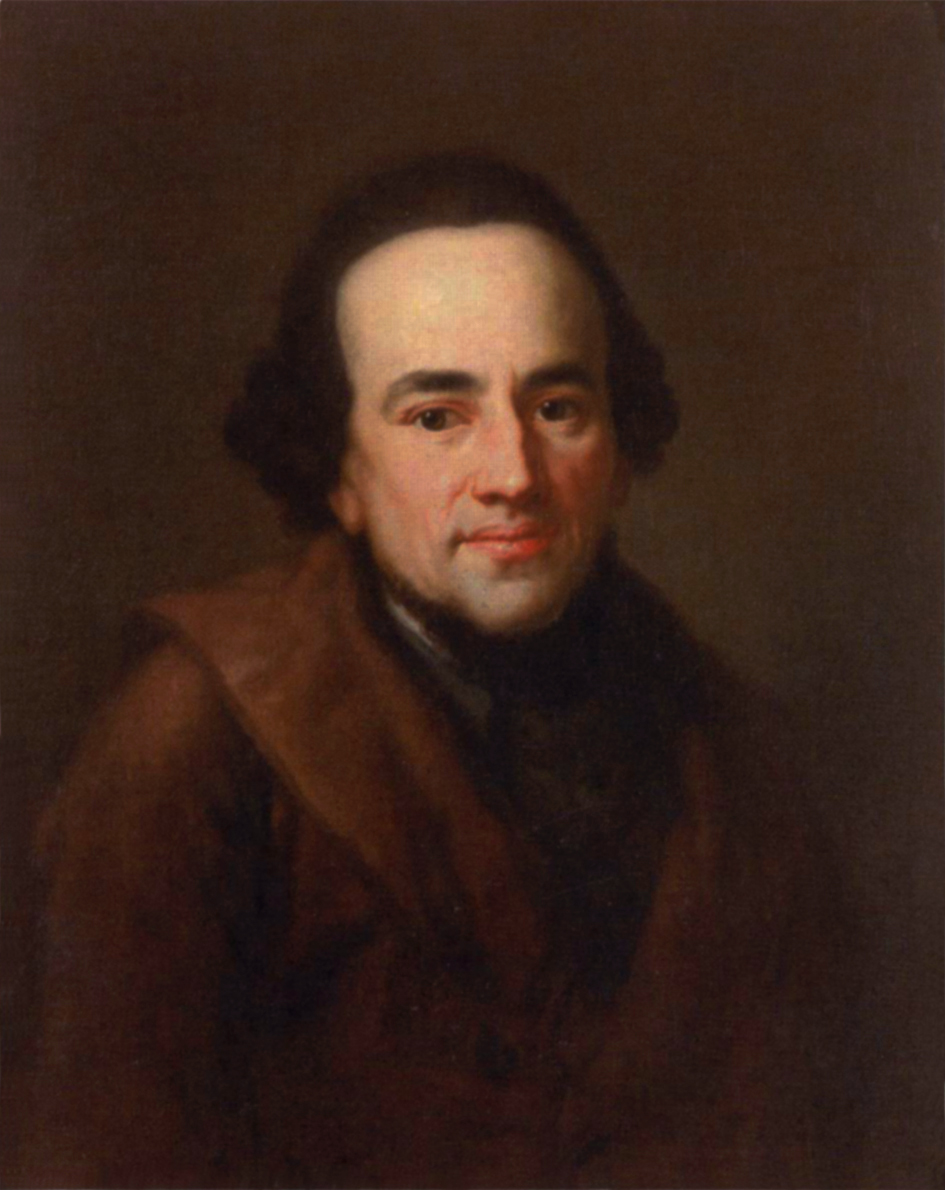
موسى منديلسون

منذ القرن السابع عشر، اعطت اللوثرية لليهود حق الحياة وسط المسيحيين بشرط عدم العبادة العلنية والتفكيك المجتمعى . رجع اليهود إلى براندنبورغ عام 1670 . في 1714، اصر ملك بروسيا على تأسيس كنيس في شارع هودرويتر ويشبه المعبد والذي أصبح نموذجا لمنشأت أخرى. 

قام التسامح الدينى نحو اليهود بدافع تحولهم المستقبلى كما وعد بولس الطرسوسي في الرسالة إلى أهل رومية. وقد بذل جهدا كبيرا في التبشير لاقناعهم بالتحويل إلى المسيحية.
ظل اليهود مسحوقين باللوائح الاستبدادية والضرائب المختلفة . في فرانكفورت، تم تقليص عدد الزواج اليهودى إلى 15 زواجا لتجنب الزيادة في عدد اليهود بشكل سريع. كان يفرض عليهم الضرائب مثل “Leibzoll” وهي ضريبة تؤخذ على حصيلة حجم الجسد و“Geleitzoll” لمرافقة ضابط شرطة والاحتماء به وذلك لكى يسمح لهم بالسفر إلى بعض المناطق .
عندما انتصرت بروسيا على سيليزيا وبوميريليا وبوزنانيا، ادخلت شعب يهودى كبير يتحدث اليديشية . لذلك فهم وتكلم الألمانية سريعا . وكان يستخدم هذا الشعب كوسيط في المدن بين الإدارة البروسية والشعب البولندى وادى ذلك لتسامح الحكومة البروسية معهم . لقد طالب فريدرخ الثاني ملك بروسيا بالتسامح الدينى مع اليهود ولكنه لم يمنهم حقوقا مدنية في ميثاق 1750 . وقام بتضييق حقوق اليهود في الزواج لتقليل عددهم . لقد قسم اليهود إلى 6 طبقات . كانت الطبقة الأولى فقط تمتلك نفس حقوق المواطنون البروسيون وتضم بعض الاسر الغنية من اليهود والذين يتواجدون في القصر والمصرفيون وتجار المجوهرات . في 1763، ارغم فريدرخ الثاني ملك بروسيا اليهود من الطبقة الرابعة والخامسة والسادسة على شراء الخزف من المصانع الملكية . عرفت هذه الضريبة تحت اسم “خزف اليهود” وكانت تفعل في الزواج وتغيير البيوت ومنح اوراق الإقامة والسفر وافتتاح المحال التجارية . في خلال اثنى عشر عاما، دفع اليهود 900000 تالر لشراء الخزف البروسى.
كان موسى منديلسون واحدا من الطبقة السادسة لكنه نقل للطبقة الثالثة من اليهود البروسيون في 1763 وحصل على حق الزواج بفضل شهرته.
إن طرد اليهود من أعمالهم تسبب في فقر مدقع لهم . عاش نسبة كبيرة منهم في الفقر في القرن الثامن عشر . كانوا يعملوا بظروف صعبة أكثر منها جيدة في التجوال والأسواق والتجارة الصغيرة للماشية والقمح والنبيذ.
ظلوا يتحدثوا باللغة اليديشية الغربية والتي بدأت تبعد عن الألمانية تصاعديا.
كان فقر وجهل اليهود الذي كون مجتمعا منغلقا على نفسه بسبب العديد من الكتيبات المعادية للسامية . اعطت المهن غير المستقرة لليهود مولدا لاسطورة اليهودي التائه والتي تطورت منذ 1600.
في القرن السابع عشر والثامن عشر، سمحت المركنتيلية والحكم المطلق بظهور نخبة صغيرة تمثل اليهود في البلد.
شغل يهود القصر مناصب كبيرة في الإدارة والتمويل مثل عائلة روتشيلد. أصبح جوزيف سوس والذي كان يعرف باسم “اليهودى سوس” رمزا لليهود الذين أحدثوا تأثيرا سياسيا من خلال مواردهم المالية.
كانت هذه الاقلية من اليهود الاغنياء الدليل الذي يعمل به المدافعون عن تحرير اليهود لدمجهم مع المجتمع الالمانى .

### ال“Aufklärung” ومولد القضية اليهودية

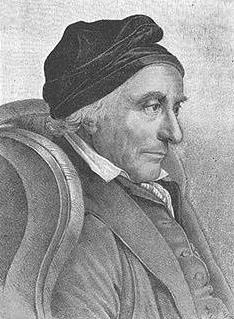
ديفيد فريدلاندر

بدأ التاريخ الحديث لليهود منذ نهاية القرن السابع عشر مع تطور الرأسمالية والعقلانية. في القرن الثامن عشر، ناقش التنوير الالمانى قضية اليهود وتحرير يهود الغرب . اظهر يهود الامبراطورية المقدسة على مدار القرن نزعة للتطوير والانفتاح البطئ على اللغة والثقافة الالمانبة وعلى العلوم العلمانية . بدأ تيار التنوير اليهودى الذي يسمى “هاسكالا” في 1780 حيث كان الرائد هو موسى مينديلسون . قادته ثقافته ومهارته لمواجهة محاولة للتحويل العلنى في جدال امام اللاهوتى السويسرى جوهان كاسبر لافاتر . كتب البروتستانتى البيروقراطى “كريستيان فيلهيلم فون دوهم” ممثل ال“Aufklärung” كتابا باسم Ueber die buergerliche Verbesserung der Juden بناء على طلب ال“Aufklärung”.
اوضح دوهم في كتابه ان فساد اليهود ناتج عن القوانين التعسفية التي عانوا منها وليس ناتج عن طبيعة اليهود انفسهم . واوضح انه في حالة منع هذه القوانين وتشجيعهم على التعايش مع الثقافة الغربية، فسيصبحون شعب ممتن ومحبب ومخلص.
اثر هذا العمل في العديد من فلاسفة التنوير. في 1783 كتب منديلسون “اورشليم ام السلطة الدينية واليهودية” . اكد منديلسون في هذا الكتاب ان اليهودية ملائمة للحياة في ألمانيا حيث أنها لا تفرض العقيدة الفلسفية اللاهوتية مثل المسيحية ولا تملك مبدأ حصرية الخلاص . لقد اْوضح أيضا ان وصايا الطبيعة الالهية بالنسبة لليهودى يجب أن تبقى غير ملموسة حتى إذا وقع الاختيار بين احترامها وبين العتق والحرية.
يعتقد منديلسون ان العقبات التي تقف امام دمج اليهود في المجتمع هي ديانتهم الاتنية واستخدام لغتهم الخاصة . كان يشجع اليهود على التخلى عن اللغة اليديشية وتعلم الألمانية والعبرية الانجيلية إلى تحظى باحترام اليهود والمسيحيون معا.
كان يسعى لتطوير ذوق العلوم الحديثة . كان يحاول أيضا خلق التوافق بين التقاليد الدينية اليهودية ومجتمع التنوير الاوروبى . في 1779، ترجم التوراة إلى اللغة الألمانية ليستخدمه اليهود . قاد ال“Aufklärung” بعض اليهود «لفحص قانون موسى بافكاره واهدافه وتكييفه مع الوقت والتقاليد والجو والاشكال المعاصرة للحكومة».
كان ذلك هو بداية الإصلاح اليهودى . كانت مجلة “Meassef” هي عضو للتعبير عن مدرسة من علماء وكتاب اليهود، تكتب هذه المجلة من ومن اجل ال“Maskilim” وهم اليهود التابعين لل“هاسكالا” قبل التنوير.
اسست أيضا جرائد باللغة العبرية واليديشية . وجدت أيضا نصوص رومانتيكية مخصصة لنقل الأيديولوجيات الجديدة . فأصبحت ألمانيا مركز الصحافة اليهودية خلال قرن ونصف . في 1781، اعطى منشور التسامح حق حرية العبادة لليهودية مثل باقى الديانات.
في 1787، اْلغيت ضريبة ال“Leibzoll” في بروسيا.

### الثورة الفرنسية واليهود الالمان
في 1791، حررت الثورة الفرنسية اليهود . وضعت الحروب الثورية وحروب نابليون الأراضي الألمانية تحت النفوذ الفرنسى . في 1798، منحت الحكومة الفرنسية الحرية الكاملة لليهود الموجودين على الضفة اليسرى لنهر الراين. على غرار المثال الفرنسى، ساهمت مختلف الإجراءات في تحسن اوضاع اليهود بشكل واضح حيث الغى نظام “الغيتو” . بالرغم من ذلك، ضيق نابليون الأول الحرية التجارية والمهنية لليهود وحرية السكن في المبانى الموجودة في شرق الامبراطورية الفرنسية في “مرسوم العار” الذي اصدره في 1808 . رغم إلغاء هذا المرسوم في فرنسا أثناء فترة “الترميم”، إلا أنه ظل مفعل في ولايات الضفة اليسرى من نهر الراين.
تضمن تطبيق قانون نابليون بألمانيا المساواة القانونية لليهود . تعالت الأصوات في صالح حل القضية اليهودية عن طريق الاندماج: فقد عين نابليون الأول المؤرخ السويسرى جوهانس فون مولر سكرتيرا لوزير ولاية كاسل و“كريستيان فيلهلم فون دوهم” . في يناير 1808، صدر مرسوما يعلن المساواة المدنية الكاملة لليهود في وستفاليا.
و الغيت كل القيود الخاصة بالزواج والتعليم والميراث . سبب هذا الإصلاح مناقشات ساخنة في ألمانيا وكان نموذجا لتحسن احوال اليهود في بادن وبالاخص في بروسيا مع «المرسوم الخاص بالاحوال المدنية لليهود في مملكة بروسيا» والذي صدر في 11 مارس 1812 . لكن لا يمكن لليهود المطالبة بوظائف مدنية في الإدارة وضيق القانون للاربعة محافظات المكونة لبروسيا في 1812 وهم براندبورغ وسيليسيا والبوميرانيا وبروسيا الشرقية . لم يستفاد اليهود خلال الاستحواذات البرويسة في 1815 بمرسوم 1812.
دخل اليهود القوات المسلحة بعد تمتعهم بكامل المساواة المدنية فشاركوا في حرب التحرير ضد نابليون . قاتل 731 يهودى مع الجيش البروسى وكان منهم 500 متطوع وعين 23 منهم ضباطا من بينهم ناثان مينديلسون نجل موسى مينديلسون.
صاحب انهيار الإمبراطورية الفرنسية الأولى ارتداد الاصلاحيون إلى محافظات ألمانيا . في 1815، خطط مؤتمر فيينا لاعطاء «حقوق المواطنون لتابعى المذهب اليهودى الذين يجب ان يباشروا جميع حقوق المواطنون».
فقط محافظات دوقية ساكسونيا فايمر أيزيناخ الكبرى وهم لاندغريفية هسن كاسل وفورتمبيرغ حرروا اليهود الموجودين بهم . وتوقفت عملية التحرير في محافظات الجنوب.
لقد تسبب تحسن احوال اليهود في ردود افعال معادية وعنيفة من الشعب مثل ما حدث في 1819 . بدأ هذا الرد المعادى للسامية في فورتسبورغ وفرانكفورت وانتشر فيما بعد في انحاء ألمانيا . فقيض على اليهود في جميع انحاء البلاد بمصاحبة هتاف « Hep Hep, Jud verreck » والذي يعنى «هوب، هوب، حرق اليهود» وضربوا وسلبت احيائهم.
في 1822، الغى جزء من اوضاع 1812 في بروسيا ولم يحق لليهودى طلب وظيفة عامة إلا إذا تحول إلى المسيحية .

## دمج اليهود في المجتمع الألماني

### التحرر

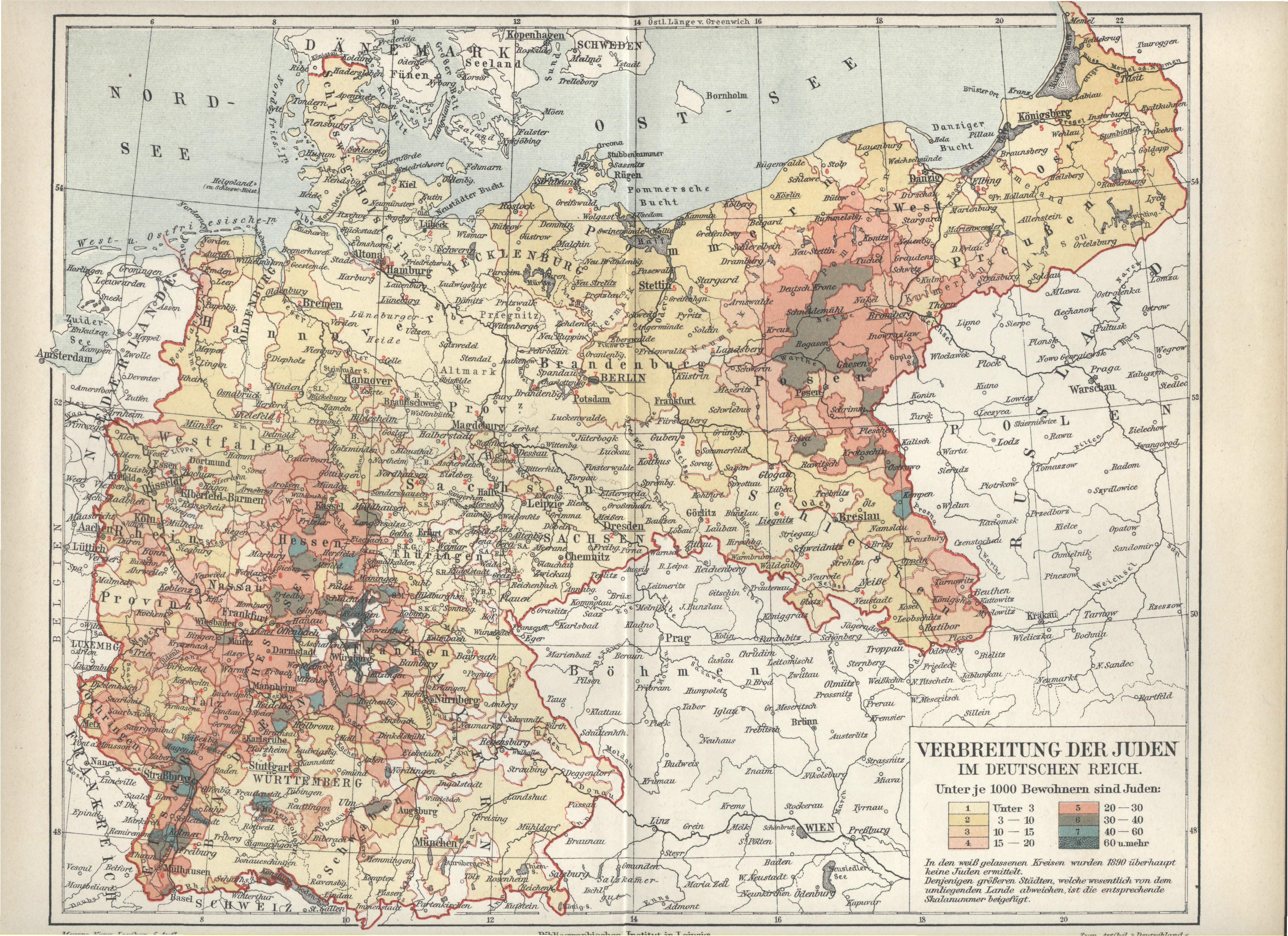
خريطة توضح توزيع اليهود في الامبراطورية الألمانية في نهاية القرن التاسع عشر

أرادت مجموعة من صغار المفكرين اليهود من برلين تعزيز دمج اليهود في المجتمع اليهودى وتسجيل الواقع اليهودى في الحداثة.
ولد ال“Wissenschaft des Judentums” من اجتماعاتهم وهو علم اليهودية . لقد اكدوا أن الحملات المعادية للسامية ترجع إلى زمن ماضي في بيان لهم عام 1822.
فهم يقدرون انهم سلكوا في المسار الذي عدل نظرتهم للعالم جذريا عن طريق انفصالهم عن السلطة المجتمعية التقليدية . ففكروا في حل مشكلة هويتهم داخل المجتمع الالمانى عن طريق الأبحاث العلمية. خرجت دراسة التوراة أو التلمود من الإطار الدينى فقد درست هذه الكتب لنفسها وليس لممارسة الشعائر الدينية . فكان ذلك مقاطعة كبيرة لكل ممارسات الماضي.
منذ أربعينيات القرن التاسع عشر، انتشرت الأفكار الليبرالية في ألمانيا . وتعالت الأصوات للمطالبة بحقوق اليهود في المساواة . في 1843، تأصلت المساواة في جميع انحاء المملكة البروسية بما فيها التجنيد العسكرى . على الرغم من ذلك، واجه المجندون اتهامات معادية للسامية واتهامات مسبقة . في 1847، حق لليهود ان يشغلوا الوظائف العامة لكن لا يحق لهم توجيه اوامر للمواطنون المسيحيون. 

طالبت الثورة الألمانية بالمساواة لليهود فدخل سبعة نواب يهود في برلمان فرانكفورت . أحدث فشل ربيع الشعوب (الاسم الذي كان يعطى للحركات الثورية التي اشعلت أوروبا في 1848) تراجع العديد من الدول للوراء.
بالرغم من ذلك، اعطت هذه الثورات لليهود امكانية الدخول التدريجى في الحياة السياسية بجانب الأحزاب الليبرالية.
في نهاية ستينات القرن التاسع عشر، لقت الحركات الليبرالية تأثيرها ووصلت إلى التعميم التدريجى لرفع كل القيود القضائية . بعد التردد في اتخاذ القرار، انتهت بروسيا بتطبيق التحرير لليهود في إطار الاتحاد الألماني الشمالي. لم يقر قانون 3 يوليو 1869 بوجود اختلافات في التعامل بين اليهود والمسيحيون.
لكن عندما أصبح أوتو فون بسمارك مستشارا، منع اليهود من الوصول للمناصب العليا في الشئون الخارجية والجيش والإدارة . واستمر هذا الحال في عهد فيلهلم الثاني.
بالمقارنة مع باقى دول أوروبا، اعتبرت ألمانيا هي أكثر الدول دمجا لليهود في مجتمعها في نهاية القرن التاسع عشر ومع بداية القرن العشرين . لقد حدث في هذا الوقت البوغروم في روسيا وقضية دريفوس في فرنسا وازدادت الصحافة المعادية للسامية وقلصت المملكة المتحدة دخول اليهود بحزم لاراضيها حتى 1900.

### الاندماج الاجتماعي والاقتصادي

#### التطور الديموجرافي والاجتماعي الاقتصادي

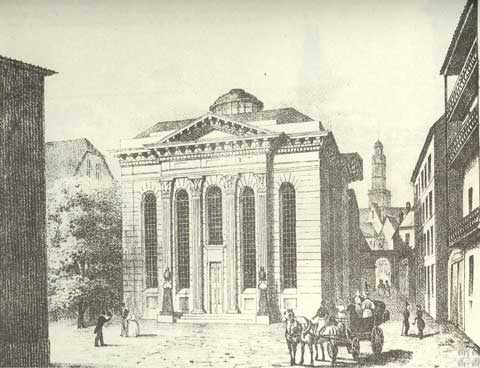
كنيس في فروتسلاو في 1830

حتى القرن التاسع عشر، كان التطور الديموجرافي للشعب اليهودى اقل كثيرا من التطور الديموجرافي لباقي شعب ألمانيا بسبب المراسيم التي تحد وتقيد زيادة عددهم . في 1852، قدر عدد اليهود ب 62000 نسمة في بروسيا التي تعتبر نواة الرايخ اللاحق . غاب اليهود عن بعض المناطق في ألمانيا بسبب المنع الذي واجههم كثيرا في الفترة السابقة في بعض المدن والقرى . 

مع التحرير، زادت نسبة نمو عدد اليهود عن نسبة نمو غير اليهود . هاجر اليهود بشكل جماعي نحو المدن التجارية الكبرى مثل هامبورغ وكولونبا ولايبزيغ. وقل عدد اليهود في المناطق التي شهدت افعال مدبرة ضدهم في السابق.
في 1910، وصل عدد المجتمع اليهودى إلى 610000 نسمة.
صاحب تحضر وتحرير اليهود علمانية الشعوب اليهودية وترك اللغة اليديشية واستخدام الألمانية.
صاحب تحرر اليهود اندماجهم الاجتماعى والاقتصادى في المجتمع الالمانى واختفت بروليتاريا اليهود الالمان تماما . أصبح مستوى معيشة الشعب اليهودى اعلى كثيرا من مستوى معيشة مجمل الشعب الالمانى . في 1815، كان 25% من اليهود في البرجوازية الوسطى ثم أصبحوا 50% في 1848 ثم 80% في 1868 . في نهاية القرن التاسع عشر، عمل نصف الشعب اليهودى في التجارة . فوجد بنهم تجارا للماشية والقمح والنبيذ وأيضا اصحابا للمحال التجارية . وكثر أيضا العاملين منهم في الوظائف الفكرية مثل المعلمين والأطباء والمحامين . عمل اليهود بهذه الوظائف للتقليد اليهودى في مناقشة وتحليل القوانين في مجال العمل الفكرى والقضائية وأيضا من اجل تفضيلهم للعمل الحر لتجنب التعامل مع اصحاب الأعمال.
لم يكن هناك فلاحون اغنياء وكان عدد العمال ضئيل جدا . في القطاع الصناعى، كان العديد من اليهود يمتلك شركات صغيرة ومتوسطة في الهندسة الكهربائية والكيمياء والمعادن غير الحديدية والاقمشة . كان أكبر نجاح صناعى يهودى هو نجاح “A.E.G.” وهي ثالث شركة إلكترونية في العالم عام 1913 .
في بداية القرن العشرين، امتلك اليهود من 6 إلى 7% من ثروة الرايخ ومثلوا 25% من أعضاء مجالس الإدارة و14% من مديرى الشركات الكبيرة.
دخلت النخبة اليهودية بالكامل في البرجوازية الألمانية . فقد اندمجت جيدا مع القيم الفكرية للثقافة الألمانية . كتب فريدرخ نيتشه عن اليهود فقال ان «في كل مكان اكتسب فيه اليهود من التأثير، فقد علموا غيرهم التمييز بدقة كبيرة والاستنتاج بوضوح ودقة والكتابة بكثير من الوضوح، كان عملهم هو انتزاع الشعب إلى المنطق». كان يوجد من اليهود حول القيصر كبار العلماء والصناع مثل مالك السفينة “بالين” و“وولتر راتينو” . كانت النتيجة المباشرة لعملية التحرير هي اختفاء الاحياء المخصصة لليهود فقط . قدر البرجوازيون اللوحات ذات المواضيع والأفكار اليهودية وعلقوها داخل منازلهم .

#### الدين والفنون والأفكار
في القرن التاسع عشر، ابدع الفنانون والمفكرون في العديد من المجالات . كان اسهام اليهود أكبر كثيرا من اسهامهم في 1912، كتب الصحفى الشاب “Moritz Goldstein” : «نحن ندير الغنى الفكرى لبلد طالما رفضتنا نحن المستقيمون والأكفاء للقيام بهذا الدور».
هذه الملحوظة التي لم تفعل سوى تأكيد المعاداة لليهود في هذا الوقت لم تكن دقيقة فانها لا تنتمى للعلوم والثقافات الألمانية لاْن معظم المفكرون كانوا من غير اليهود.

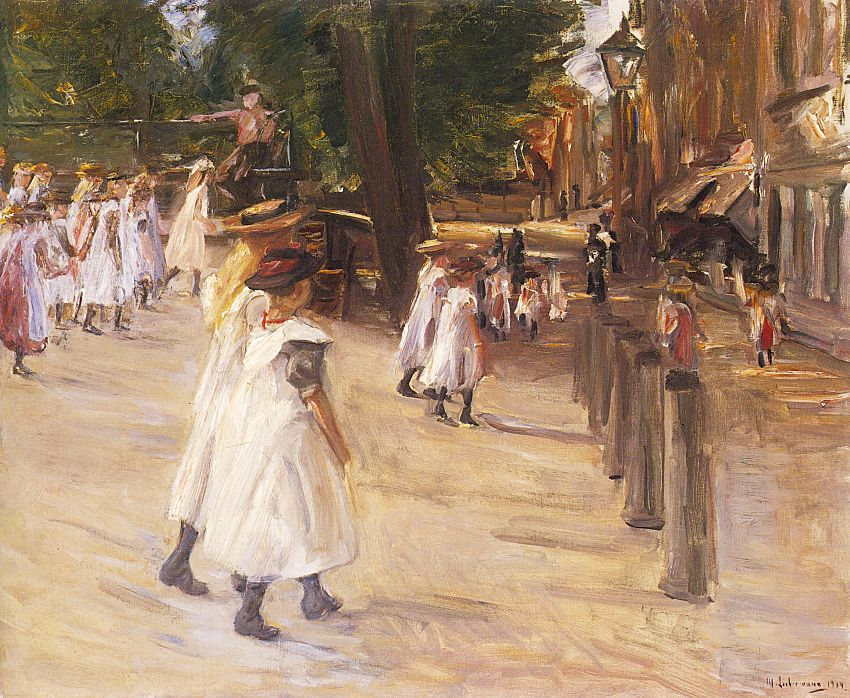
لوحة “في الطريف إلى المدرسة في إدام” للرسام ماكس ليبرمان

- في مجال الموسيقى، اشتهر ملحن الاوبرا “جياكومو ميربر” في جميع دول أوروبا والذي استقر في باريس منذ 1825 . فيلكس مندلسون هو حفيد موسى مندلسون ولكنه تربى على يد أسرة متحولة للمسيحية وقد اشتهر أيضا في أوروبا .
- في مجال الرسم، يوجد العديد من الفنانون مثل “موريتز دانيال اوبنهيم” - عضو بارز في “الحركة الناصرية” - والمستشرق “جوستاف بورنفيند” والنقاش “بن ناثان” و“ويلهلم تيلمان” - رسام ويعمل بالطباعة الحجرية في نهاية القرن التسع عشر - و“يعكوف ادامى” و“فيردناند هيلبوث” و“سالومون هيرشفيلدر” و“ماكس ليبرمان” - رسام يستوحى أعماله من تيار الانطباعية الفرنسية - و“سوفى بلوم لازاروس” التي درست الرسم في فرانكفورت قبل ان تتخصص في النسيج .

معظم هؤلاء الرسامون غير معروفين من جمهور كبير لكن لا تزال أعمالهم تباع في المحلات والبيع في تزايد مستمر.
في مجال الأدب، بقى هاينرش هاينه واحدا من أكبر الشعراء الالمان في النصف الأول من القرن التاسع عشر . لقد تحول إلى المسيحية في الثامنة والعشرين من عمره لكى يندمج بشكل أكبر في المجتمع الالمانى وقد اسمى هذا التحول «تذكرة الدخول في المجتمع الاوروبى».
لم يكن يتوقف عن تأكيد هذه الإشارة وخاصة في نهاية عمره . لقد لخص موقفه مأزق يهود ال“Aufklärung” . عرف “برتولد اورباش” من كل معاصريه ولكنه أصبح مجهولا بعد وفاته . لقد تمت المقارنة بينه وبين تشارلز ديكنز وأيفان تورغينيف.
لقد نشر أيضا “ايلس لاسكر شولر” العديد من الاشعار .

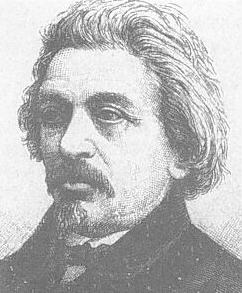
موسى هيس

- في مجال الأفكار، شهدت ألمانيا وجود واحدا من رواد الصهيونية وهو موسى هيس . كان أول مفكر يهودى يتبنى القضية اليهودية كقضية سياسية يجب حلها في إطار دولى . نشر في 1862 كتابا باسم «روما وأورشليم». عرف المعاداة للسامية بانها عنصرية واضحة ضد اليهود قائمة على معايير علمية زائفة . وقال ان هذه الظاهرة تأصلت جيدا في ألمانيا . انه يعتقد أن اليهود ليسوا جماعة دينية فحسب مثلما يعتقد الاصلاحيون اليهود، ولكنهم في حاجة إلى حياة وطنية خاصة . واكد ان الحل يتلخص في تأسيس دولة يهودية في فلسطين تقوم على المبادئ الإشتراكية. لم يكن “موسى هيس” مشهورا في عصره ولم يتم معرفته من جديد إلا بعد تقديم ثيودور هرتزل للصهيونية وتكريمه مؤسس للصهيونية الاشتراكية.[66]
- اعطى اليهود لالمانيا العديد من كبار العلماء الذين تعدوا الثلاثين عالما مثل ألبرت أينشتاين وباول إرليخ الحاصل على جائزة نوبل في الطب في 1908 لابحاثه حول الزهرى وماكس بورن و“ليون آرون” مخترع انبوب النيون وريشارد فيلشتيتر الحاصل على جائزة نوبل في الكيمياء في 1916 وفريتز هابر الحاصل على جائزة نوبل في الكيمياء في 1918 وعالم النباتات “أوتو واربورج” . حصد هؤلاء العلماء تسعة جوائز نوبل لبلدهم .

استخدمت النخب الفكرية لأوروبا المركزية اللغة الألمانية كلغة حوار وذهبوا نحو الرايخ ليعرفوا أعمالهم . كان هذا هو حال “كارل اميل فرانزوس” الذي ولد في غاليسيا وهو مؤلف للعديد من الرويات التي توضح النقاط الايجابية لليهود وفرانتس كافكا الذي نشر كتبه في لايبزيغ وفي برلين و“جوزيف روث” الذي استكمل عمله في برلين والفيلسوف واللاهوتى مارتن بوبر الذي اسس دار للنشر في برلين والماركسى “رودولف هيلفيردينج” الذي أصبح وزيرا للاقتصاد في ألمانيا في عصر جمهورية فايمر.

#### تطور اليهودية الألمانية
كان اندماج اليهود في المجتمع الالمانى فرصة للنقاشات الدينية . ظهر تيارين في القرن التاسع عشر وهم اليهودية الإصلاحية واليهودية الأرثوذكسية الحديثة.

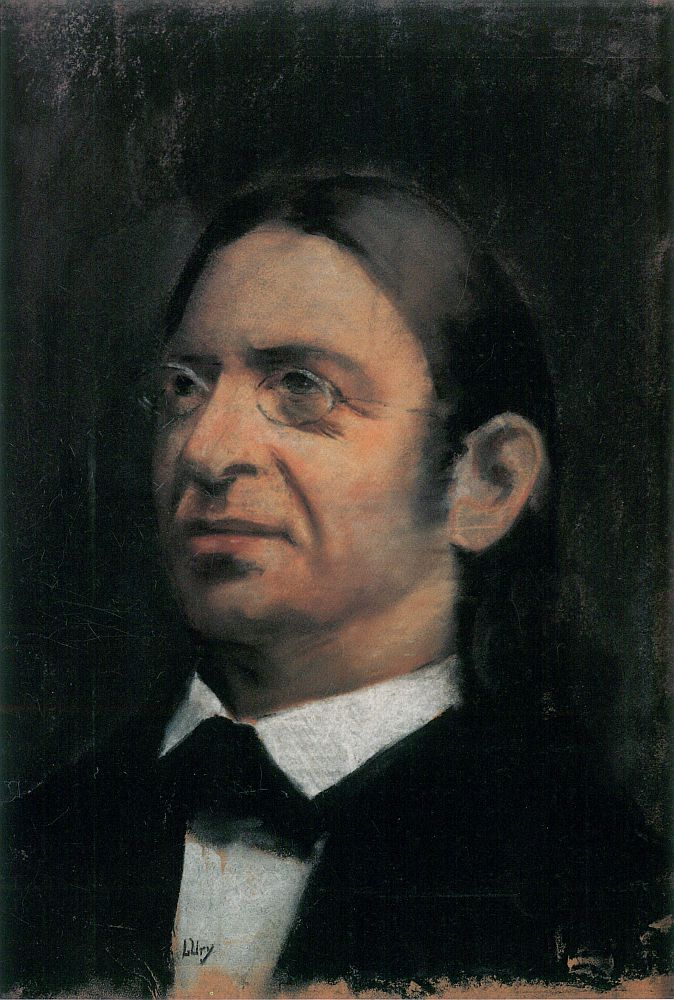
أبراهام جيجر

في النصف الأول من القرن التاسع عشر، كان أبراهام جيجر هو رائد وزعيم اليهودية الإصلاحية المنبثقة من ال“Aufklärung” . فمضى على خطى المثال البروتستانتى . كان الحاخامات يذكرون دائما في خطاباتهم فكرة التنوير وهي فكرة مسيحية بالدرجة الأولى . ظهر في هذا الوقت الاناشيد الدينية باللغة الألمانية والتي تنشد جماعيا كما ظهرت آلة الارغن في المعابد . ترجمت الصلوات وحدثت نقاشات حول ترك اللغة العبرية في الطقوس الدينية اليهودية.
اسس “زكريا فرانكل” « Jüdisch-theologisches Seminar » أي المعهد اللاهوتى اليهودى في برتسلاو . كان “هنريك جرايتز” المؤرخ اليهودى المشهور واحدا من المعلمين في هذا المعهد . في محاولة منه لتوافق التقاليد والحداثة، فقد قبل استنتاجات التحليلات النقدية والتاريخية والعمل العام والاحتفالات الدينية . من هذا الاتجاه، ولدت “اليهودية الايجابية التاريخية” والتي وجدت التيار الموازى لها بعد قرن من الزمان في الولايات المتحدة الأمريكية وهو تيار اليهودية المحافظة.
اختار معظم اليهود الالمان ان ينضموا إلى اليهودية الإصلاحية.
اسست اليهودية الأرثوذكسية الحديثة التي تضم قلة قليلة من اليهود على يد “شمشون رافائيل هيرش” و“ازريل هيلدشايمر” . كانوا يقبلون مكتسبات الحداثة قبولا حكيما ولكنهم كانوا يرفضون كل ما يتعلق بالتقاليد . ولد “ازريل هيلدشايمر” في هالبرستاد عام 1820 وكان نمذجا للعلماء التقليديين . بعد دراساته في المدارس اليهودية، التحق بجامعة برلين والتي درس بها اللغات الشرقية والفلسفة والتاريخ والرياضيات . لقد اسس منهجا لتعليم الحاخامات والعلمانيون الورعون في المعهد الحاخامى ببرلين الذي انشأه ورأسه عام 1873 . كان يعتقد أن الأرثوذكسية متطابقة مع الدراسة العلمية للمصادر اليهودية.
كونت هذه المدرسة العديد من الحاخامات في أوروبا . في أوروبا الشرقية، رفض “موشى سوفير” مؤسس اليهودية الأرثوذكسية التي تتفق مع تيار اليهودية الحريدية النهج الفكرى لتيار التنوير رفضا قاطعا.
تعلمت وتكونت الحاخامات الأرثوذكسية في اليشيفا وهي مدارس حاخامية تقليدية .
بنيت المعابد الجديدة في مختلف احياء المدن وليس في احياء محددة فأخذت نفس مكانة المبانى العامة . كانت واجهات هذه المعابد على الشوارع تمثل دورا اجتماعيا في تمثيل اليهود ومعبرة عن الهوية اليهودية . كانت تمثل رخاء المجتمع من خلال خليط من الاساليب المعمارية المختلفة . كان الطراز المعمارى الغالب على المعابد هو طراز “الرومانية الجديدة” من 1840 وحتى 1900 كما هو الحال في المعابد الاثرية التي بناها “ادوين اوبلر” والذي استخدم الرومانية الجديدة في هانوفر (1864-1870) وبراتسلاو (1865-1872)؛ وفي معابد دوسلدورف التي بناها “جوزيف كليساتل” (1904) وبرلين؛ ومعبد شارع “فاسانن” الذي بناه “ارينفريد هيسل” (1907-1912).
بعد التعديلات العقائدية، صممت قاعات الصلوات في المعابد لتركيز مراسم الصلاة حول منطقة واحدة . وضع التابوت المقدس بجانب المقرأ.
كانت قاعة الصلاة في معبد فرانكفورت الذي بنى عام 1860 نموذجا لهذا الوصف فقد قسمت إلى صفين بشكل عمودى . ويقف الحضور في مواجهة الحائط وهكذا كانت تمارس الشعائر داخل المعابد. من أهم المعابد أيضا هو معبد اللقلق الأبيض في فروتسلاو التي كانت تضم 20000 يهودى في 1910 .

### تكامل ام استيعاب ؟

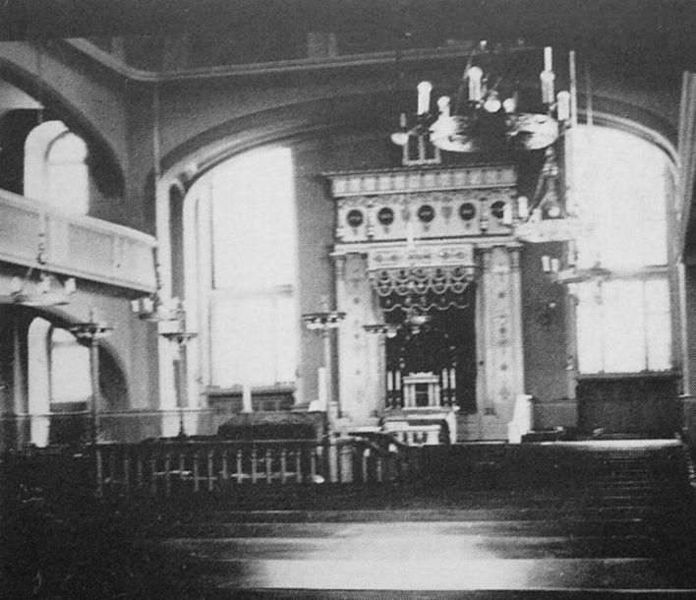
كنيس اللقلق الأبيض من الداخل قبل الحرب

على مدار القرن التاسع عشر، تخلى اليهود عن كل هويو لغوية وثقافية خاصة بهم فكانوا يطلقوا على انفسهم مواطنون ذو «عقيدة إسرائيلية» وكانوا يظهروا وطنية تتسم بالريبة . لد دافع علم التأريخ التقليدى منذ القدم عن قضية الاستيعاب الكامل لليهود في نهاية القرن التاسع عشر . كان “جاك ارنفريند” المحاضر في جامعة بار إيلان الإسرائيلية انه يوجد «بناء لهوية يهودية ألمانية معقدة وغامضة وبناء لثقافة جديدة تضم اقلية متعلمنة».
يميل المجتمع اليهودى إلى البعد عن الايمان اليهودى . تزوج 25% من اليهود عن طريق الزواج المختلط وتحول العديد منهم إلى المسيحية . اكد اليهود فخرهم بالمشاركة اليهودية في الحضارة الأوروبية والألمانية مثل الكتاب المقدس والديانات التوحيدية بجانب أعمال “موسى منديلسون” التي تعد “موسى جديد” أي يهودية جديدة وهاينرش هاينه و“ليدويج بورن” . كتب الفيلسوف “هيرمان كوهين” مقالا بعنوان الألمانية واليهودية في بداية القرن العشرين . كان يعتقد أن ألمانيا هي إسرائيل الجديدة لليهود . ارادت الفلسفة الألمانية تحقيق المثالية الاخلاقية للديانة اليهودية فجمع الفلاسفة بين الأفكار اليهودية والأفكار المسيحية.
قام المؤرخون اليهود مثل “هنريك جرايتز” بنشر الكتب العلمية وانشاء المجلات العلمية التي توفق بين الانتماء للدين اليهودى والولاء للدولة الألمانية.
على الرغم من ذلك، كانت النخبة اليهودية تحتفظ ببعض الأشياء التي تخص اليهودية في حياتها الخاصة وفي تعاملاتها. 

كان رد فعل اليهود الالمان نحو الصهيونية ممثلا تماما لهذا الرأى . فقد حدث انه بعد تردد انباء عن عقد مؤتمر صهيونى في 1897، كتب المجتمع اليهودى في ميونخ إلى ثيودور هرتزل: «نحن لا نريد ان ننسى اخبارك بانه لا يوجد اى تعاطف من اليهود في مدينتنا لهذه الحركة التي تقودها ونحن نعتقد ان عقد هذا المؤتمر في ميونخ أو في بافيار تمثل خطرا على اليهود في ألمانيا». عندما ظهرت أول جريدة صهيونية باللغة الألمانية باسم “Die Welt” في يونيو 1897، قال حاخامين المان «عندما كان يكتب الصهاينة باللغة العبرية، فلم يشكلون خطرا. لكن عندما يكتبون باللغة الألمانية، فيجب محاربتهم لانه كيف يتم محاربة اشخاص يحلمون بيهودية دولية وفي نفس الوقت يشتكون من الحكومة النمساوية دليل على مسيحية المرشح على منصب الكرتير في بوكوفينا !».
فيشعر اليهود الالمان الذين تحرروا واندمجوا في الثقافة الألمانية بانهم مواطنون ألمانيون من الدرجة الأولى . قبل 1933، لم يكن هناك أكثر من 2000 يهودى المانى في فلسطين. 

لم يؤدى تحرر واندماج اليهود الالمان إلى الانصهار الكامل مع باقى الشعب . في الواقع، رغم اندماجهم مع المجتمع الالمانى، تعرض اليهود إلى تصاعد في تيار معاداة السامية في عهد فيلهلم الثاني. اسند المفكرون اليهود تصاعد هذا التيار إلى الجهل وقرروا محاربته بخطاب تاريخى علمى . في القطاعات الأكثر بساطة، بقى التمسك بالثقافة التقليدية قويا لكن التثقف كان في ازدياد.
في بداية القرن العشرين، هرب العديد من اليهود من المذابح الروسية واستقروا في ألمانيا . فكان عددهم في 1919 يقدر ب 80000 نسمة . كون اليهود الفقراء المتحدثين باليديشية وليس الألمانية والذين سموا ال“Ostjuden” بروليتاريا يهودية جديدة وكانوا محل احتقار الشعب الالمانى بما فيهم اليهود الالمان . لقد اعادوا إنتاج صورة اليهودى التائه من خلال المعاديين للسامية .
اوضح الفيلسوف حنة آرندت صورتين لليهودى في هذا الوقت: اليهودى “الوصولى” وهم رجال الأعمال الاغنياء والملتزمون الباحثون عن الاحترام مثل جيرسون بليشرودر وبسمارك والبرت بالن رئيس شركة بحرية قوية وفولتر راتينو واخرون ؛ واليهودى «المنبوذ» وهم اليهود المطرودين والمضطهدين الذين يتظاهروا ضد المجتمع البرجوازى مثل هاينرش هاينه وروزا لوكسمبورغ.
في مطلع القرن العشرين، اشترك يهود أوروبا في الحركات الاشتراكية بشكل خاص . في 1918 و1919، لعب كل من روزا لوكسمبورغ وليو جوجيشز وبول ليفى دورا اساسيا في ثورات برلين . وكان كيرت اسنر وجوستاف لوندر وارنست تولر واوجن ليفينى في أول الصفوف في ميونخ.

### المعاداة للسامية الجديدة
رغم شعور اليهود بانهم مواطنون المان من الدرجة الأولى إلا أن الالمان مازالوا يعتبرونهم كيان غريب عن الدولة . فقد أصبحوا مواطنون في الرايخ وليس أعضاء في ال“Volk ” الالمانى . أصبحت المعاداة للسامية رمز ثقافى اساسى في تعريف الهوية الألمانية لعدم وجود الاساطير الوطنية التي تبنى على القيم الليبرالية والحديثة كما هو الحال في فرنسا .
كان هدف تأسيس حركة توحيد ألمانيا تحت رعاية العسكرية البروسية هو ثقافة ألمانيا التقليدية والأرستقراطية . كان هذا معارضا للحداثة وبالاخص الحداثة اليهودية.
أصبحت معادلة «يهود = تحرر» سمة دائمة من سمات منهج معاداة السامية . يتم تعريف اليهودى بتنقل الأموال والتمويل والعالمية والقانون الدولى والثقافة المدنية . على العكس، يتم تعريف الالمانى بانه متأصل في هذه الأرض ويصنع غناءه من عمله وليس من خلال المعاملات المالية ويمتلك ثقافة تعبر عن الروح الوطنية.
اوضح هنريك فون تريتشك أحد المفكرين الأكثر احتراما من ألمانيا البسماركية الممانعة تجاه اليهود الالمان . كان يشك كمؤيد قوى لتحرر اليهود في قدرتهم على الانصهار داخل المجتمع الالمانى ورفض لالمانيا ان تدخل في فترة من التهجين الثقافى اليهودى-المانى في مقال نشر في Preussische Jahrbücher في نوفمبر 1879. تسبب هذا المقال في جدال عنيف بدأ في جامعة برلين في 1900 . يعتقد ثيودور مومسن تلميذ تريتشك ان القواعد الليبرالية وسيادة القانون فوق مبادئ الدولة الألمانية. 

في منتصف القرن التاسع عشر، ظهر النمذج الحديث للرفض الذي لم يكن نظاما دينيا أو اجتماعيا ثقافيا بل كان نظاما شبه علميا . وضعت المعاداة للسامية الشبه علمية تسلسلا هرميا عرقيا، جعلت الآرية مثالية وصنعت من الساميون كائنات تعانى من اشارات واضحة بعدم اهميتها . وجدت هذه الحركة في فرنسا والملكة المتحدة ولاقت مدافعين اقوياء عنها في ألمانيا.

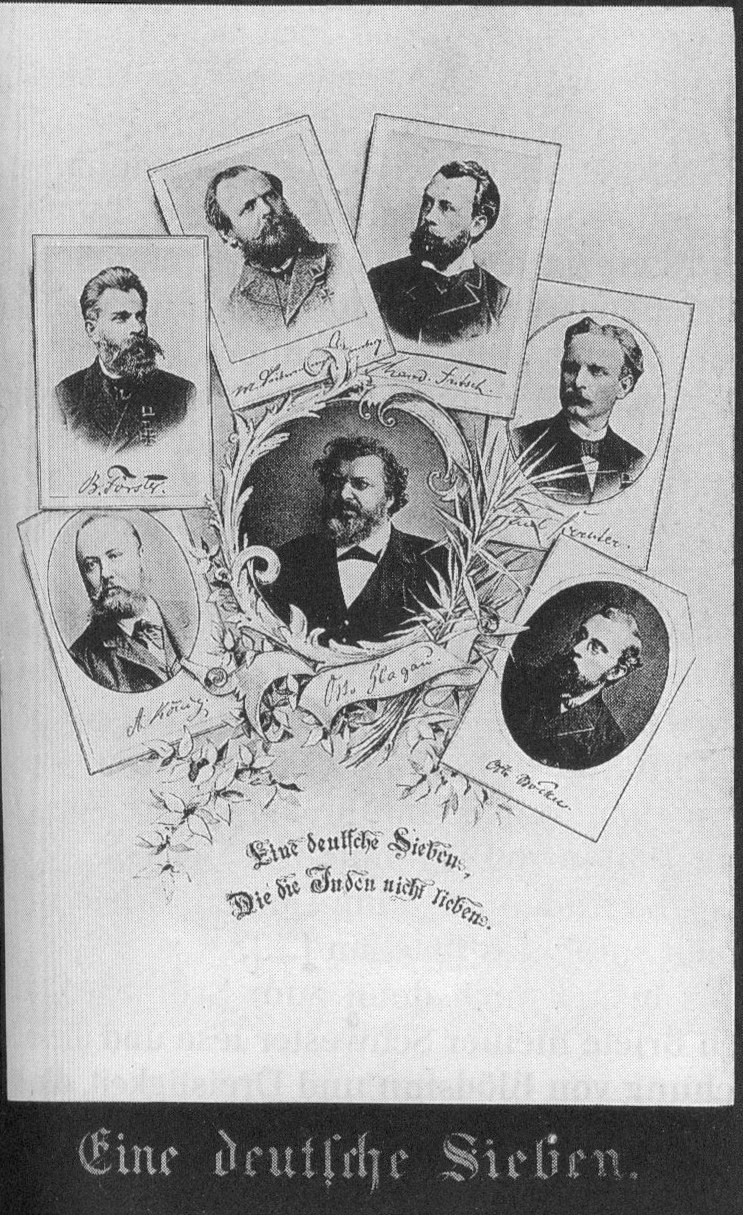
الممثلين الاساسيين للBerliner Bewegung

منذ منتصف سبعينيات القرن التاسع، ضربت أوروبا ازمة اقتصادية كبرى سميت بالكساد الكبير. اظهرت الأزمات الاقتصادية معاداة للسامية ضد الليبرالية وتراجعت العقلية الليبرالية في كل مجالات الحياة السياسية والاجتماعية . بقيت المعاداة للسامية القديمة القائمة على المسبقات الدينية والاقتصادية نشيطة ولكنها تقوت بالمعاداة للسامية الجديدة القائمة على القواعد الشبه علمية . سميت مختلف الحركات المعادية للسامية اسم “Berliner Bewegung” . كان جزءا كبيرا منهم موجه من قبل بسمارك مؤيدون ضد تصاعد الليبرالية السياسية . كتب فيلهلم مار صحفى المانى كتيبا في 1879 وقال فيه ان انتصار الهوية اليهودية على الهوية الألمانية ليس انتصار دينى . لقد استخدم في هذا الكتيب لأول مرة مصطلح “معاداة السامية” واكد ان اليهود ينتمون لعرق أدنى . اتهمت المعاداة للسامية الجديدة اليهود ببث القيم الخارجية داخل المجتمع . كان يهاجم اليهود بشكل عرقى وليس بشكل دينى . كان يندد بالمجتمع “المتهود” وب“الإبادة الألمانية” ، وقد نجح هذا المفهوم “المعاداة للسامية” نجاحا سريعا . كان يرشد تعسف المستاءين ضد اقلية يمارس التمييز ضدها منذ القدم فكان يتوافق مع تيار القومية. في الواقع، اغرى الالمان بالإمبريالية المتصاعدة وتسلط العصر الفيلهلمى بينما ظل اليهود متمسكون بالأفكار الليبرالية والديموقراطية في بداية القرن العشرين.
في 25 أبريل 1881، طالبت “العريضة المعادية للسامية” والموقعة من 250000 شخص من مستشار الامبراطورية الألمانية بسمارك التراجع عن كل اجراءات تحرر اليهود ومنع الهجرة عنهم
.
كان ادولف ستويكر هو مؤسس معاداة السامية الجديدة وهو راعى واعظ في البلاط الامبراطورى والذي انشأ حزب العمال المسيحى الاجتماعى.
ندد برنامج هذا الحزب باستيلاء اليهود على الصحافة والتمويل واكد ان اليهود هم سبب كل مشكلات ألمانيا . كثرت الاتحادات المعادية للسامية بجانب المنشورات التي وزعت وانتشرت . 

في 1893، عين 16 عضوا من ال“Antisemitische Volkspartei” التي اسسها Otto Böckel في مجلس الشعب . كان برنامجهم يطالب بطرد اليهود من الخدمات العامة ومن التعليم كما اكد ال“pangermanistes” على نفس المطالب.
في أول رد فعل ضد هذه التنظيمات، تأسست ال“Centralverein deutscher Staatsbürger jüdischen Glaubens” منظمة المواطنون الالمان ذوى العقيدة اليهودية في 1893 للدفاع عن مصالح اليهود الالمان . كان الحزب الديمقراطي الاجتماعي الألماني هو الحزب الالمانى الوحيد الذي يضم يهود في صفوفه وقد لقى هجوما عنيفا وعداء من جانب المعاديين للسامية.
صاحب الانتعاش الاقتصادى في نهاية تسعينات القرن التاسع عشر تراجع ملحوظ في المعاداة للسامية .
كان الجيش واحدا من المؤسسات التي نمى بها تيار معاداة السامية . فمن الصعب على اليهودى ان يحتل مركزا هاما في الجيش . في 1907، كان هناك 16 يهودى مجند من إجمالى 33 607 مجند في الجيش وكانوا يخدمون جميعا في جيش ولاية بافاريا . كانت ال“Einjährig-Freiwillige” هي مدرسة عسكرية تستقبل الشباب الالمان الذي حصلوا على تعليم عالى . بعد سنة م الخدمة العسكرية، يصبح الطلاب القدامى ضباط احتياط . لكن لم يصبح واحدا من ال 30000 يهودى الذين التحقوا بهذه المدرسة منذ 1800 ضابط احتياط. كان الجيش البروسى هو أكثر الجيوش عنصرية.

### اليهود في الحرب العالمية الأولى

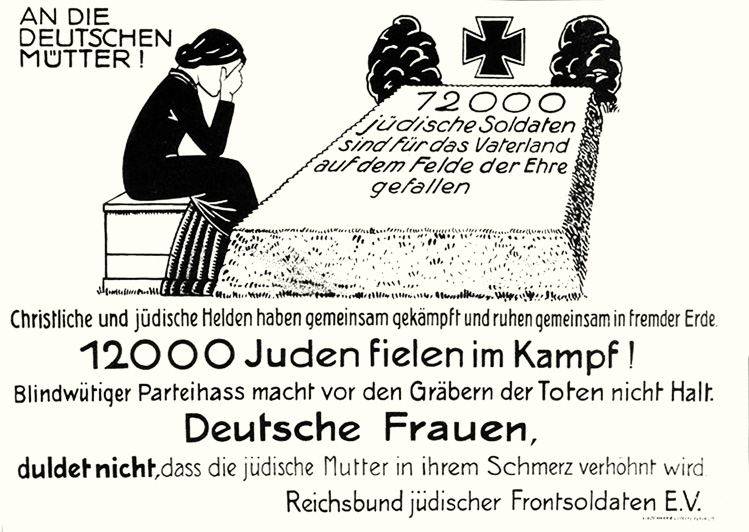
ملصق منشور في 1920 من المحاربون القدامى اليهود الالمان ردا على الاتهامات بعدم وطنية اليهود: «12000 جندى يهودى قتل في ساحة الشرف من أجل الوطن.»

في 1914، دعا الاتحاد المركزى ومنظمة اليهود الالمان اعضائهم «لتكريس كل جهودهم من اجل وطنهم إلى ابعد مما يقتضى الواجب.». تبنى أيضا “الاتحاد الصهيونى من اجل ألمانيا” حوارا وطنيا.
دخل الجيش 10000 متطوع من اليهود منذ 1914 . كان “لودويج فرانك” عضو “الرايخستاغ” من أول المشاركين والذي قتل في أول المعارك وهي معركة لونفيل . كون “إرنست ليسور” الشاعر اليهودى الالمانى “نشيد الكراهية ضد إنجلترا” والذي حصل من اجله على وسام من فيلهلم الثاني. حارب أكثر من 100000 يهودى في الحرب العالمية الاولى من اجل ألمانيا منهم 77000 جندى على جبهات مختلفة . قتل 12000 منهم في ساحة الشرف.
اصيح 19000 منهم ضباط لكن لم يصبح أحد جنرال على عكس ما حدث بين النمسا والمجر . حصل 30000 منهم على اْوسمة . بعد الحرب، تجمع المقاتلون اليهود القدامى في “Reichsbund Jüdischer Frontsoldaten” والذي يرأسه “ليو لويستين” .
منذ 1915، نمت المعاداة للسامية مرة أخرى بين الضباط . أصبح الجنود اليهود ذليلة وتعامل كالجبناء . عندما وضح ان الحرب سوف تستمر لفترة طويلة، انتشرت شائعة انه يجب إلصاق الخطأ بتجار السلاح اليهود ؛ في الحقيقة، «كان المستفيدون من الحرب يبحثون عن كبار الرؤساء الالمان في صناعة الاسلحة وعلم المعادن».
صور اليهود على انهم متخفيين ويشغلون المناصب الكبيرة في الخدمات الادارية للجيش . في 1916، امر وزير الدفاع البروسى بعمل احصاء لعدد اليهود المجندين على الجبهات ليتعرف على نسبة عددهم ونسبة عدد غير اليهود بالنسبة للشعب .
زرع هذا الإحصاء الخلاف بين الجنود خاصة عندما رفضت الوزارة نشر النتائج التي طلبتها المنظمات اليهودية وكانت النتيجة هي نمو المعاداة للسامية بين الجنود . عندما اظهرت الاحصائيات ان اليهود كانوا متطوعون في الصفوف الامامية، تم استرجاعهم . فقد تعرض اليهود للافتراءات والفصل من زملائهم في الجيش . عندما تحولت الحرب إلى كارئة وطنية، اكد اليمين المتطرف الالمانى ان سبب الهزيمة هو استيلاء اليهود على الاقتصاد والسياسة.
أسطورة الطعنة في الظهر هو مصطلح انتشر بشكل واسع بين الأوساط اليمينية في ألمانيا بعد الحرب العالمية الأولى، ويذكر هذا المصطلح أن الجيش الألماني لم يهزم عسكريا بل تمت خيانته من الداخل في تحالف من اليهود البلشفيون واليهود الرأسماليون ضد ألمانيا.

## اليهود وجمهورية فايمر

### الاندماج

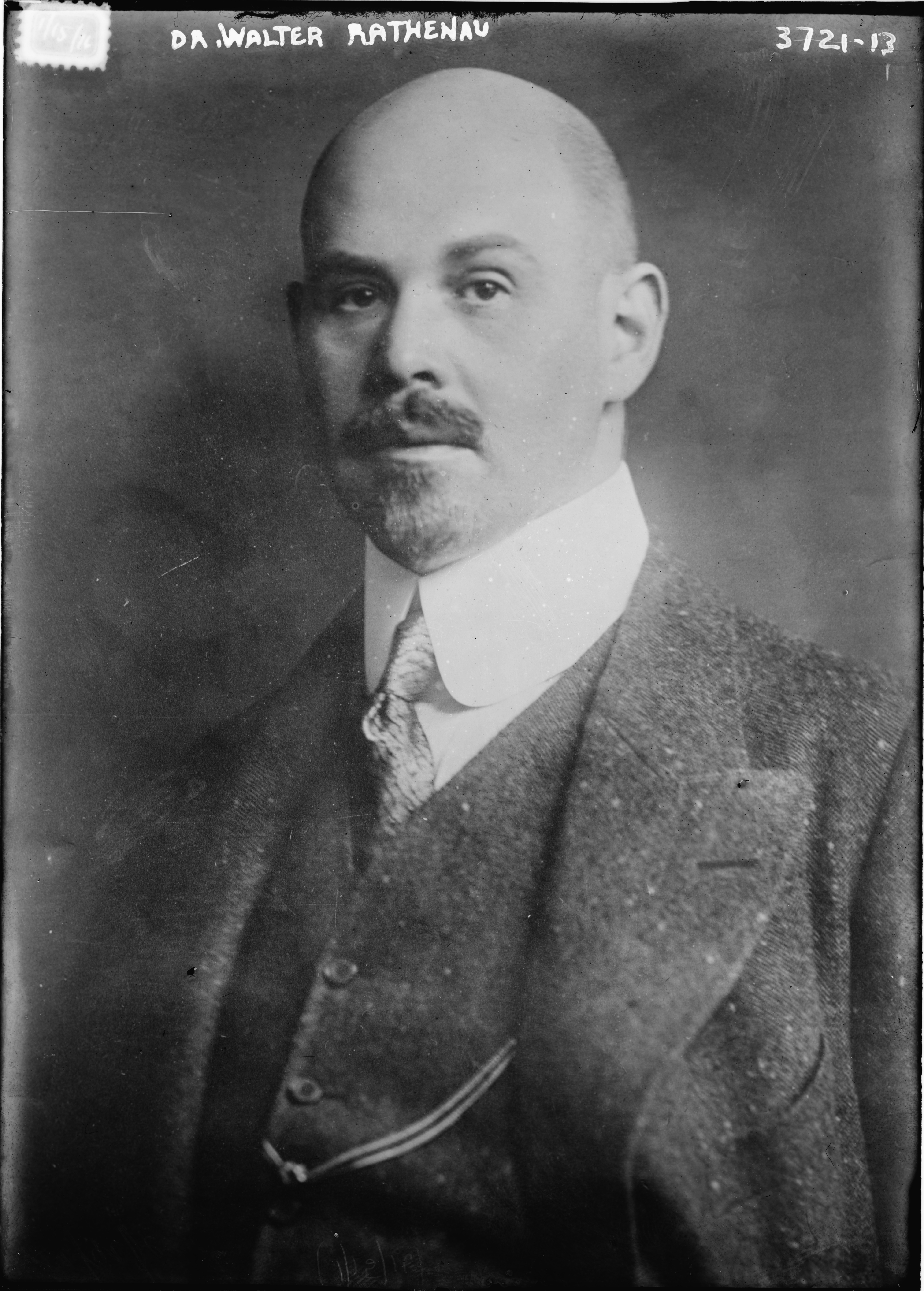
ولتر راتينو : مثال لليهودى الالمانى الذي تم دمجه. عمل كصناعى ووزير في جمهورية فايمر واغتيل في 1922

في عصر جمهورية فايمر، أصبح المواطنون كلهم اْسوياء  ولم يتم منع اليهود من أي وظيفة ووضعت اليهودية على قدم المساواة مع البروتستانتية والكاثوليكية. فكتب اليهودى البروسى هوجو بريس دستور الجمهورية الوليدة . لذلك سماه معارضيه “Judenrepublik”.
لعب اليهود دورا كبيرا في الحياة السياسية وبشكل أساسي في اليسار حيث انضموا إلى الحزب الديمقراطي الاجتماعي الألماني والحزب الشيوعى الالمانى الذي احتلوا فيه مكانة حاسمة.
بالرغم من ذلك، استمرت النخب المحافظة في التحكم في الجيش والإدارة والقضاء.
قاد المفكرون اليهود الثقافة الرائدة . ظهر إريك فايل وبول هيندميث في مجال الموسيقى . لقد نجحت إخراجات ماكس رينهاردت والقصص التاريخية لليون فويشتفانغر وسيمفونيات غوستاف مالر نجاحا كبيرا في كل البرجوازية والطبقة الوسطى الألمانية . رأس اليهود الجرائد الكبرى مثل “Frankfurter” و“Vossische Zeitung” و“Berliner Tageblatt”.
استمر العلماء اليهود في التألق فحصل أوتو مايرهوف على جائزة نوبل في الطب عام 1922 .
تفرق الشعب اليهود في المدن الكبرى . فاستقبلت برلين في 1925 175000 يهودى أي ثلث الشعب اليهودى الالمانى . واستقبلت ميونخ ما يقرب من 100000 يهودى أي ما يقارب 5% من تعداد سكانها.
كما حدث أيضا في فرانكفورت وليبزيغ وهامبورغ . استمر اليهود الالمان في تقدمهم الاجتماعى . فكان على سبيل المثال في برلين في 1 يناير 1933 3400 محامى في المدينة وكان نصفهم من اليهود وبعضهم مثل اريش فرى مشهورا في كل انحاء البلاد . 

هاجر أكثر من 100000 يهودى بروسى من بوميريليا وبوزنان التابعين لبولونيا إلى ألمانيا . كانت ظروفهم الاجتماعية أكثر صعوبة من الظروف الاجنماعية لليهود الذين يعيشون في جمهورية فايمر. وكانوا فريسة للاحتقار التقليدى لليهود . فرفضوا من الالمان بما فيهم اليهود الالمان الذين تم استيعابهم . فقد صنعوا من برلين مركزا هاما للثقافة اليديشية.
لقد بلغ عدد اليهود في الأراضي الألمانية المحددة حسب معاهدة فرساي 564000 يهودى عام 1925 وانخفض العدد في 1933 إلى 500000 فقط.
يوضح الاستيعاب الكامل لجزء من اليهود الالمان هذه الاحصائية . ففى 1925، تزوج ما يقرب من ال30% من اليهود من غير اليهود . في 1927، كان هناك 39 زواج من اجمالى 100 زواج.
كتب فرانز روزنزويج في 1923 بعد فترة من نشر كتابه اللاهوتى “نجمة الفداء” : «اعتقد ان رجوعى لليهودية اعطتنى الفرصة ان اكون ألمانيا أكثر وطنية وليس اقل وطنية، واعتقد ان النجمة ستصبح مشهورة ذات يوم كالهدية التي تعطيها العقلية الألمانية لقطاعها اليهودى.».
في مكتبات اليهود الالمان، كان هناك كتبا لفريدرخ شيلر وإيمانويل كانت ويوهان فولفغانغ فون غوته بجانب كتب الحاخامات الأرثوذكسية مثل فرانز روزنزويج وانطون نحاميا نوبل.
ظل التنظيم المجتمعى غير متمركز في عهد جمهورية فايمر. كان كل مجتمع قادرا على جمع ضريبة من كل السكان المولودين على اليهودية الا إذا اعلنوا رفضهم لليهودية علانية . يوجد أيضا بعض التنظيمات الإقليمية في بعض القطاعات مثل بافاريا . تضم المنظمة البروسية أكثر من 70% من اليهود الالمان . في 1932، تفاوض رئيسها ليو بايك على ميثاق مع بروسيا.
امتنع اليهود الالمان عن أي تراشق لفظى تجاه تصاعد تيار معاداة السامية من جديد . فقد فظلوا إظهار الشكل المثالى لليهود في ألمانيا . رفض البعض التظاهر - لكونهم يهود - مع الديمقراطيين الاشتراكيين والشيوعيين.
بالرغم من ذلك دفع احتداد التيار المعادى للسامية بعض اليهود للتسائل حول خصوصيتهم اليهودية . وأيضا الكاتب ارنولد زويج الذي كان ينتمى لتيار القومية والتيار المثير للحروب التحق بتيار الصحوة الدينية اليهودية وأصبح صهيونى.
نشأ مفكرين يهود كبار مثل مارتن بوبر وفرانز روزنزويج ووالتر بنيامين وجرشوم شوليم.
من منتصف القرن التاسع عشر وحتى 1933، كانت كتب المفكرين اليهود باللغة الألمانية مثيرة للإعجاب لما تحتويه من اْهمية . لقد نشر الفيلسوف فرانز روزنزويج كتاب “نجمة الفداء” في 1920 . لقد شرح في هذا الكتاب مساره الداخلي من اللا إدارية إلى تجريبه للمسيحية وحتى رجوعه اخيرا إلى جذوره اليهودية.

### قوة المعاداة للسامية المتصاعدة
كانت معاداة السامية قوية على مدار عصر جمهورية فايمر. لم تستطع الجمهورية الوليدة ان تتصدى لتيار القومية العدائية والتي دعمت برفض معاهدة فرساى. في البدايات، كان عدد المنظمات القومية والمعادية للسامية يقدر ب 100 منظمة . كانت أهم الاتحادات المعادية للسامية هي ال“Deutschvölkischer Schutz- und Trutzbund” و“الدورى الالمانى للهجوم والدفاع” الذي انشئ في 1919.
كانت مكبرات الصوت تنادى احيانا بطرد اليهود خارج ألمانيا . كانوا يوصفون بانهم كائنات ضارة وطفيليات.
نادى ال“Deutschvölkischer Schutz- und Trutzbund” بقتل اليهود . كان مقتل وزير الشئون الخارجية ولتر راتينو الذي لعب دورا هاما في إعادة المانبا للدبلوماسية الدولية في عام 1922 هو تجلى لظاهرة معاداة السامية. لكن ذهب ما يقرب المليون فرد لرد الجميل والاحترام ل“ولتر راتينو” أثناء دفنه.
لقد اعفى قاتلوه في عام 1930 وتم تبرئته تماما من النازيون في 1933 وبنوا لهم مقبرة تكريمية مزينة بخوذات الحرب العالمية الأولى المصنوعة من الفولاذ .
لم يكن راتينو هو الضحية الوحيدة من اليهود في حوادث الاغتيالات . كان “ماكسيميليان هاردن” و“ماكس واربرج” و“اوسكار كوهن” اهدافا لبعض العمليات الارهابية.
لكن وفاة راتينو صاحبت نهاية ال“Deutschvölkischer Schutz- und Trutzbund” فمنعت من معظم المقاطعات الألمانية . 

غذى إفلاس الطبقة المتوسطة وصغار الفلاحين الناتج عن التضخم الجامح الكراهية بين الشعب واليهود . فكان يلقى القوميون اصابع الاتهام مباشرة إلى “الجمهورية المتهودة” كما اسموها .
شهد صيف 1922 ازدياد تدنيس مقابر اليهود وتقييد المعابد . 

منذ 1920، قررت الشركات الطلابية التي تسمى “Burschenschaften” عدم قبول أي عضو يهودى أو من اصول يهودية وكان يعاقب أي عضو بتزوج من اليهود . واخذت عصبة منظمات الطلاب الكاثوليكيون أيضا هذا القرار. 

لقد تم حظر جميع اليهود من كل المنظمات التابعة لحركة “völkisch” دون استثناء . في 1929، رفض “الحزب الوطنى للشعب الالمانى” أي انضمام من اليهود . فقد طرد اليهود أيضا من منظمة “المقاتلون القدامى للخوذة الصلب” والتي تسمى “Stahlhelm”.
انتشر عدد ضخم من الكتب المعادية للسامية . نشرت بروتوكولات حكماء صهيون عام 1920 في ألمانيا وحققت نجاح سريع . فقد انقضى منها 120000 نسخة في اقل من عام . ساهم هذا الكتاب في نشر النازية في عهد جمهورية فايمر الليبرالية والديمواقراطية.
صرح ألبرت أينشتاين بعد رجوعه من سويسرا الذي قضى فيها سبعة سنوات: «اعتقد انه يجب على اليهودية الألمانية التعايش مع المعاداة للسامية».

## ألمانيا النازية
في يناير 1933، كان 80% من اليهود حاملون الجنسية الألمانية وكان 20% منهم بولنديون الأصل .

### تأسيس هتلر للسياسة النازية في الثلاثينات

#### التمييز والاضطهاد

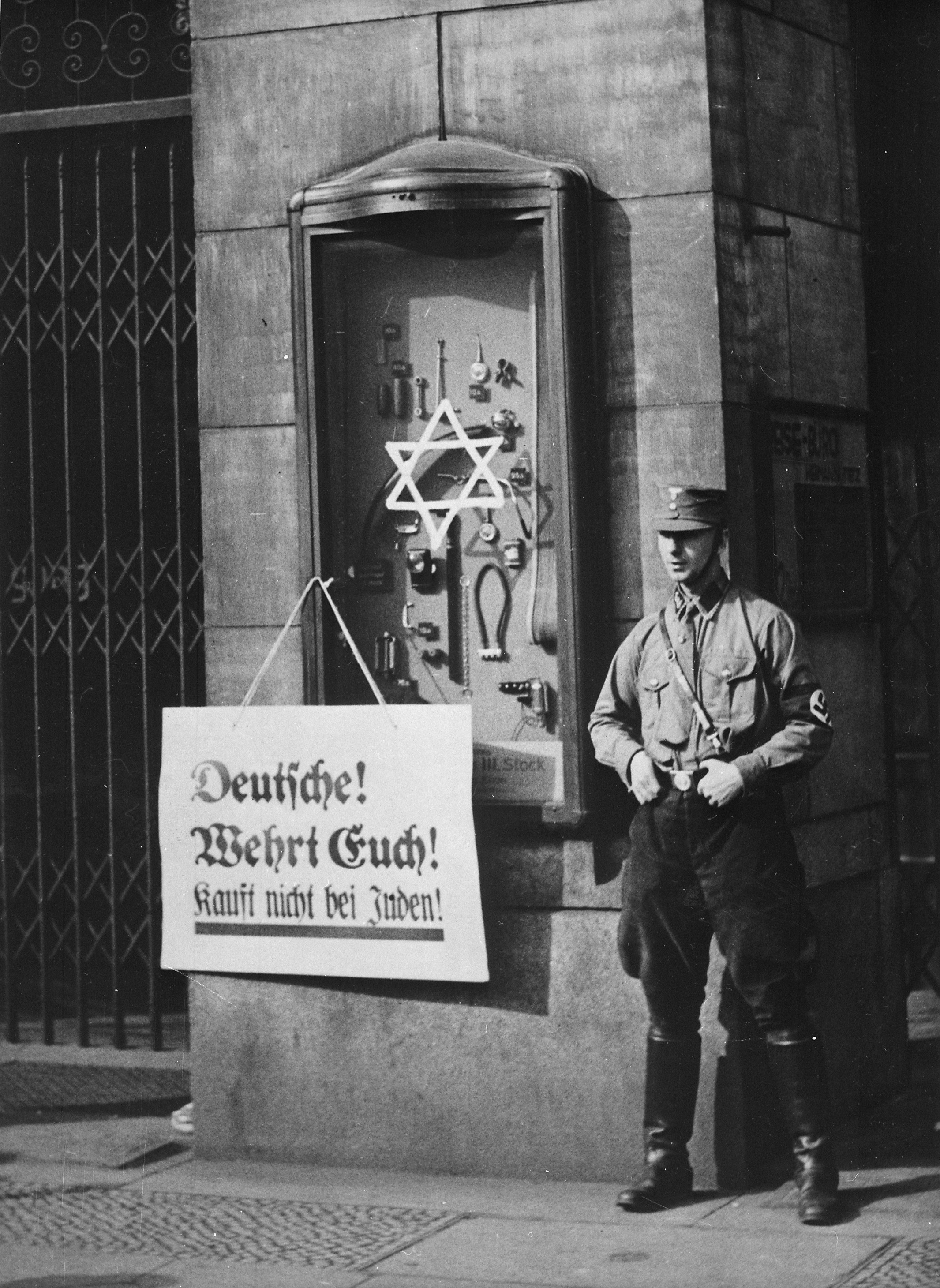
لاصق معادي لليهود في ألمانيا النازية وبجواره ضابط من كتيبة العاصفة ومكتوب على الملصق: «أيها الالمان! دافعوا عن انفسكم! لا تشتروا من اليهود!» في 1933

كان هدف أدولف هتلر هو إنشاء مجال حيوى لا يتواجد فيه اليهود . كانت سياسة الاضطهاد المتبعة في ثلاثينات القرن العشرين تستهدف ترك اليهود لاْلمانيا . فقد هاجر ما يقرب من 37000 يهودى بين فبراير ويونيو 1933 . منذ وصول هتلر إلى الحكم، دبرت اعتداءات على اليهود من جانب النازيون وخاصة كتيبة العاصفة. اكد هيرمان غورينغفي حديث له ان كل من يعتدى على يهودى سيتمتع بحصانة نسبية . بدأت كتيبة العاصفة بإزعاج اليهود بعد هذا البيان ومصادرة ممتلكاتهم . في 1 مارس 1933، اغلقت كتيبة العاصفة كل محلات اليهود في مانهايم.
نظم “يوليوس ستريشر” حملة معادية للسلمية بحجة الدفاع من «أعمال العنف اليهودية».
في 1 أبريل 1933، تمركزت كتيبة العاصفة امام المحلات اليهودية . ووضعوا الملصقات التي تطالب المواطنون بعدم الشراء من اليهود . عانى الأطباء والمحامون من نفس التهديدات . في نقس الليلة، احتشد النازيون للمظاهرة ضد أفعال اليهود . لكن توقفت هذه الحملة وفشلت عندما لم يتقبلها عدد كبير من الشعب وكانوا يشتروا من اليهود كعادتهم اليومية.
في 7 أبريل 1933 , اْقصى “قانون استعادة الخدمة المدنية” اليهود  الموظفون الغير موثوق فيهم سياسيا من الخدمة العامة . ولم يستطع البقاء في الخدمة العامة للرايخ والقطاعات والبلديات سوى الموظفون الذين كانوا موجودين قبل 1914 والذين حاربوا في الحرب العالمية الاولى  وايتام الحرب . طرد بعض الموظفين واْقعد من عمل لمدة عشرة سنوات على الاقل بمعاش شهرى.
في نقس الشهر، حد قانونين جديدين من عدد الطلاب اليهود في المدارس والجامعات الألمانية والحد من “النشاط اليهودى” في الوظائف الطبية والقضائية . وتوجب على كل المانى من اصل يهودى ان يطلب إعادة القبول في مكتب المحاماة الذي يعمل به . فقط المحامون القبولون قبل 1914 أو الذين قاتلوا في الحرب العالمية الأولى كان لهم الحق في الرجوع لممارسة وظيفتهم. حصل 2009 محامى من اليهود من اجمالى 10885 محامى على إذن باستكمال نشاطهم الوظيفي خاصة لكونهم مقاتلون قدامى . 

من سبتمبر 1933 وحتى 1937، أصر النازيون على ترك اليهود لالمانيا واتجاههم نحو فلسطين (اتفاقية هعفراه).

في 1935، نظمت «مظاهرات عفوية» ضد اليهود بضغط من جوزيف غوبلز ويوليوس ستريشر. ادت هذه المظاهرات إلى اعلان “قوانين نارمبرج” التي منعن اليهود من حقوقهم المدنية ومنعتهم أيضا من الزواج من الأشخاص ذوى الدم الالمانى أو المتحولين للمسيحية ذوى الاصل الالمانى . لكن تنفيذ هذه الاحكام كانت تتطلب تعريف لليهودى الذي تتكلم عنه هذه القوانين، فيمكن أن يكون اليهودى هو الذي لديه ثلاثة أجداد من اليهود أو هو الذي لديه جدين وينتمى للمجتمع الدينى اليهودى أو الذي تزوج من اليهود . جعل هذا الدليل الدينى من المستحيل على النازيون تحديد تعريف عرقى لليهود . بالرغم من ذلك أقصى من المجتمع كل اليهود بما فيهم من لم يكن يمارس اليهودية منذ سنوات الذي لا يذهب إلى المعابد ومن لديه أجداد يهود متحولون إلى المسيحية ولكنهم مصنفون كيهود.
في نقس العام، منع هتلر ظهور أسماء اليهود على النصب التذكارية للحرب العالمية الأولى.

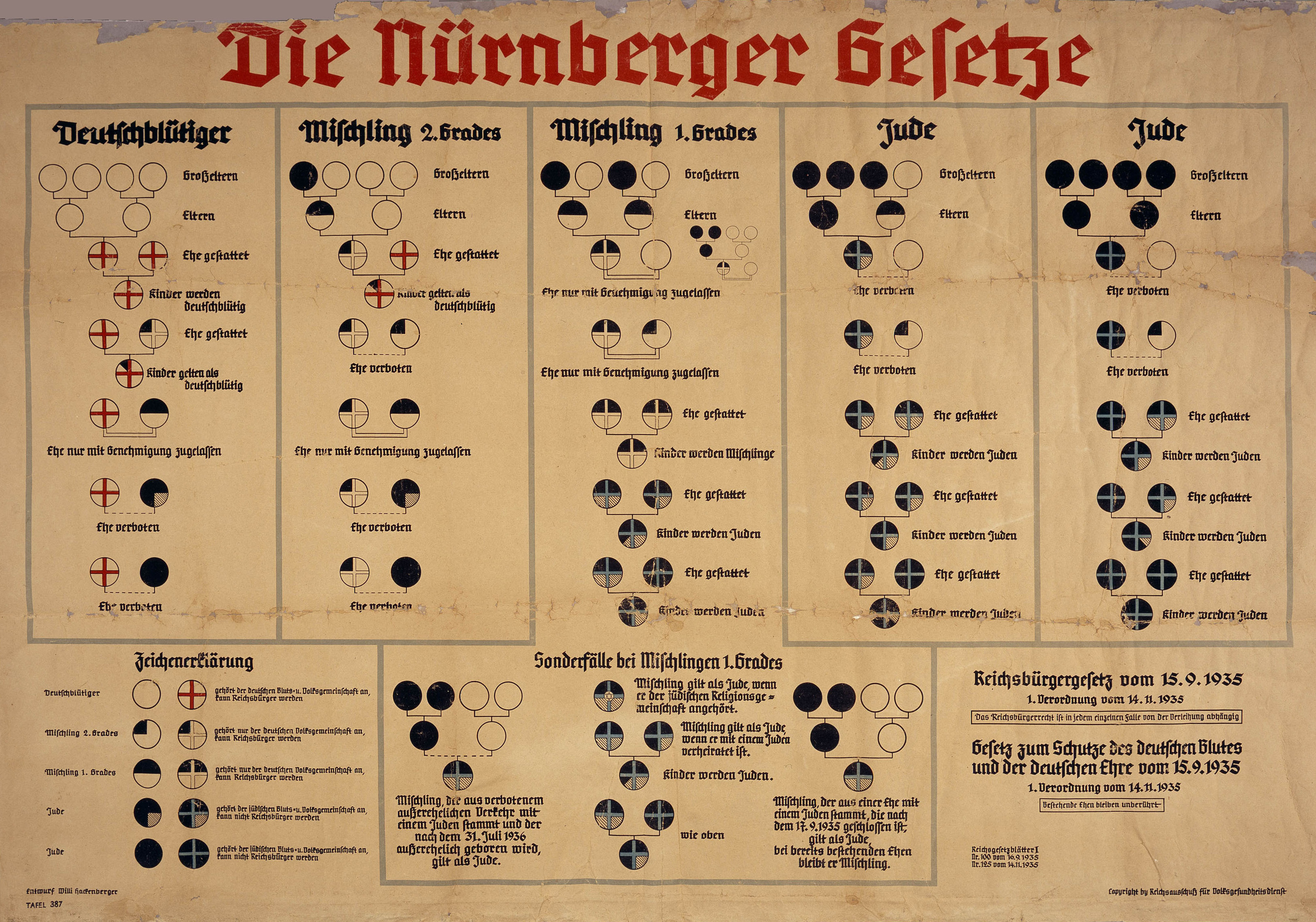
لوحة 1935 التي تشرح تعريف اليهودى في قوانين نارمبرج

قلت الاعتداءات على اليهود في فترة الألعاب الأولمبية في برلين 1936 ثم رجعت بشكل اقوى منذ 1938 . ازدادت أعمال النهب والقبض على «اليهود الجناة» أثناء صيف 1938.
اجبرت الحكومة اليهود على تسجيل ممتلكاتهم العقارية ورجعت “لآرينة” الوظائف الاقتصادية أي فصل اليهود منها ونقل الوظائف المشغولة باليهود إلى غير اليهود . اجبر اليهود على بيع منتجاتهم باسعار اقل من قيمتها الحقيقية بعد تعديل النازيون للاسعار مما اتاح الفرصة لاغتناء اقلية من الشركات “الآرية” . ومنع الأطباء اليهود من معالجة غير اليهود.
في 7 نوفمبر 1938، قتل ارنست ڤوم راس مستشار السفارة الألمانية في باريس على يد هيرشل غرينزبان وهو يهودى بولندى الاصل كان يريد التظاهر ضد مصير اليهود الالمان الذي يصنعه النازيون . في مساء 9 نوفمبر، القى غوبلز بالنشطاء النازيون للانتقام لموت ارنست ڤوم راس. نهبت [[كتيبة العاصفة]] والوحدة الوقائية وشباب هتلر المعابد واماكن المنظمات اليهودية الألمانية ومحلات وممتلكات اليهود وقتل ما يقرب من 100 يهودى في ليلة البلور وأُطلق على هذه الليلة هذا الاسم لكثرة الزجاج الذي تكسر فيها . حرق مائة كنيس وسرق 7500 متجر . قبض على 35000 يهودى وتم ترحيلهم إلى معسكرات الاعتقال النازية في “داشو” و“بوشنوالد” و“ساشسينهوسين” وتم تحرير معظمهم بعد دفعهم لفدية.
ترك 120000 يهودى الرايخ بعد هذه الليلة.
استهدفت كل الإجراءات المتخذة منذ 1938 القضاء على كل الروابط الاجتماعية بين الشعب اليهودى والشعب الالمانى: «عاش العديد من الالمان حياة طيبة مع الشعب اليهودى المندمج في المجتمع خلال أكثر من نصف قرن.».
أصبح دخول اليهود في المدارس العامة والجامعات والسينمات والمسارح والمراكز الرياضية ممنوعا. كما منع دخولهم في العديد من المدن والمناطق التي سميت “َآرية”.
في 30 نوفمبر 1938، منع المحامون الذين اخذوا حق ممارسة المهنة مرة أخرى ولم يبق محامى واحد من اليهود . كانوا يمارسون عملهم كمستشارين قانونيين لكن لليهود فقط.
فقدت الاسر اليهودية غير المستقرة حقوقها في نجدة الحكومة لها من خلال المساعدات العامة . في نهاية عام 1938 , وجهت توجيهات بتعيين اليهود العاطلين في أعمال الورش.
تضمن القانون الجديد للزواج على مادة واحدة للزواج المختلط . يستطيع الشريك غير اليهودى طلب الطلاق عن طريق قوانين نارمبرج  وكان عدد الطلاق قليل في هذا الوقت . لقد ظل في منطقة محمية الرايخ 30000 من الأزواج المختلطين في نهاية عام 1939.
في 28 ديسمبر 1938 , فرر “جورينج” في تعليماته بتجميع اليهود في بيوت مخصصة لهم . خرج عن هذه التعليمات الأزواج المختلطين الذين لا يربوا أبناءهم على اليهودية . بدأ تجميع اليهود منذ أبريل 1939 . فازدحم اليهود في هذه البيوت القليلة والصغيرة وكان عددهم كبير جدا على البيوت التي يسكنوها . وفقد اليهود حق امتلاك رخصة قيادة . في يناير 1939، اجبر اليهود الذين لا يملكون أسماء تدل على هويتهم الدينية إضافة اسم “إسرائيل” أو “سارة” على اسمائهم الأولى . واجبروا على حمل بطاقات شخصية اجبارية تحمل هويتهم اليهودية ولصق على جوازات سفرهم حرف ال“J” نسبة إلى اليهود منذ أكتوبر 1939.

#### رد فعل اليهود تجاه الاضطهادات النازية
عند وصول هتلر لحكم ألمانيا، اعلنت ال“Central-Verein deutscher Staatsbürger jüdischen glaubens” والمنظمة المركزية للمواطنون الالمان ذوى الديانة اليهودية وجمعية الاستيعاب انه لا شئ سوف يمنع اليهود الالمان من وطنهم ألمانيا.
في ربيع 1933، ظهرت أول جمعية مركزية يهودية ورأسها “ليو بايك” . كانت تستهدف في البداية محاورة النازيون والتظاهر ضد مقاطعة الالمان لمحلات اليهود والتظاهر من اجل رفض الاتهامات بعدم الوفاء لوطنهم.
توقع اليهود بالتأكيد انهم سوف يعيشون اْوقاتا صعبة لكنهم كانوا يعتقدون انهم قادرون على معايشتها كما عايشوها في الماضي.
امام تدهور احوال اليهود، اعتنى ال“Reichsvereinigung” الهيئة المركزية لليهود بالتكوين الوظيفى ومساعدة الفقراء . منذ 1938، وجب على جميع اليهود بألمانيا الانصمام لهذه الهيئة لكن شرطة الأمن اثقلت عمل المنظمة بسلطة ديكتاتورية  مما اتاح للنازيون اظهار اشكال الطرد المستقبلى للجهاز الادارى اليهودى . من جانبهم، اعتقدت السلطات اليهودية انه بإظهار حسن النية يمكن تخفيف الكثير من المصاعب التي قد يواجهها المجتمع.
في ثلاثينات القرن العشرين، كان هدف النازيون هو الهجرة الكاملة ليهودى ألمانيا.
لهذا السبب، انشغل النازيون بتنظيم تهجير اليهود من ألمانيا لكن حدت بلاد أوروبا والولايات المتحدة استقبالهم بشدة . بين 1933 و1939 , ترك أكثر من نصف اليهود الذين كان يقدر عددهم الاجمالى 500000 يهودى (حسب تصنيفهم في مرسوم لوزنر) الرايخ وكان بينهم الفيزيائيين ألبرت أينشتاين وماكس بورن والبيولوجى أوتو مايرهوف والملحنون “ارنولد شونبرج” و“كيرت ويل” و“بول هيندميث” وقائد الاوركسترا “اوتو كليمبرر” والفلاسفة تيودور أدورنو وحنة آرندت وإرنست بلوخ ووالتر بنيامين والكتاب “الفريد دوبلن” وليون فويشتفانغر والمهندسون المعماريون إريك مندلسون ومارسيل بروير والاجتماعى نوربير إلياس. أصبحت باريس ومن بعدها نيويورك مراكز الثقافة اليهودية الألمانية . وهاجر 50000 منهم إلى فلسطين بعد الانتداب البريطاني على فلسطين. في يناير 1939 , اسس المكتب المركزى للرايخ للهجرة اليهودية وكان يرأسه رینهارد هایدریش.
كان كل الباقين في ألمانيا من كبار السن . في 1939 , كان 73,9% من اليهود الذين يعيشون في ألمانيا أكبر من 40 عاما بعد أن كانت نسبتهم 47,7% عام 1933.
اسست المنظمات اليهودية بعد إقصاء اليهود من الحياة السياسية لكى توازن الإقصاء الإجتماعى وتساعد اليهود الذين يعانوا من الفقر المدقع . كثفت منظمات الموسيقى والمسرح والفن والرياضة اليهودية انشطتها . اسست منظومة تعليم يهودية اتعويض إقصاء اليهود من منظومة التعليم الألمانية. أنشأ قائد الاوركسترا والمخرج “كيرت سينجر” الاتحاد الثقافي لليهود الالمان لكى يسمح للفنانون الالمان بمزاولة عملهم . لكن في 1935 , جمع النازيون المنظمات الثقافية اليهودية في منظمة واحدة وهي “اتحاد الرايخ للمنظمات الثقافية اليهودية” وكانت تعمل تحت التحكم المباشر للجيستابو. لم يحق للآريون ان يحضروا أو يشاركوا في أي انشطة منظمة من المنظمات اليهودية.
اشترك بعض اليهود في المقاومة الألمانية ضد النازية وبالاخص في المجموعات الاشتراكية والشيوعية . تفككت مجموعة “هربر” و“ماريان بوم” المكونة من الشباب الماركسى اليهودى عام 1942 بعد محاولة اغتيال فاشلة . اعدم بعض اعضائها ة ارسل البعض الآخر لمعسكرات التركيز.

### اليهود الالمان والهولوكوست

#### مصير اليهود في ألمانيا
بقى أكثر من 200000 يهودى في ألمانيا في بداية الحرب العالمية الثانية. فرضت عليهم الحكومة حظر التجول ومنعهم من السير في بعض المناطق الحضرية . كان اليهود يتلقوا حصصا غذائية اقل أهمية من التي يتلقاها غير اليهود ومنع عنهم شراء بعض الأطعمة . فكون اليهود مساحة من البؤساء المنعزلين عن باقى المجتمع . كانت الأوقات المفتوحة لهم لشراء احتياجتهم محدودة جدا . وكان يتوجب على اليهود تسليم أجهزة الراديو والأجهزة الكهربائية والدراجات والسيارات الخاصة بهم للشرطة . في 1941، عين 30000 يهودى في مصانع الاسلحة . حاولت العديد من الشركات ان تحتفظ لليهود بوظائفهم لاطول فترة ممكنة لمصلحتها أو للشفقة عليهم . في المساء، كان هؤلاء العمال المجبرين يذهبوا إلى الثكنات أو لمنازل مخصصة لهم . في صيف 1941، اغلقت السلطات المدارس اليهودية.
في 19 سبتمبر 1941 , منع النازيون اليهود من استخدام مواصلات النقل العام . اجبر كل اليهود الذين تعدوا الستة اعوام على حمل النجمة الصفراء وهي قماشة صفراء على شكل نجمة لتمييز اليهود . اقتصرت مراسيم حازمة مناطق السكن في احياء محددة من الدن الألمانية.

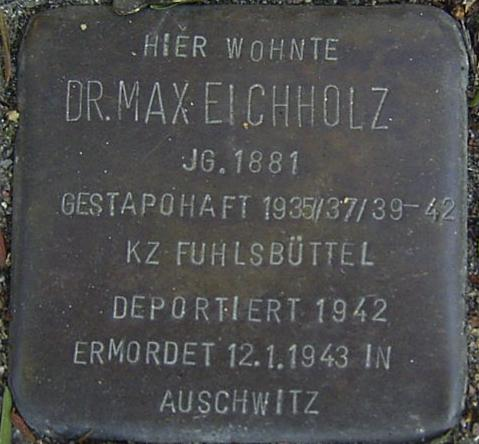
حجر لقبر في هامبورغ (ماكس ايشهولز)

خلال صيف 1940، طرد يهود الألزاس وموزيل ولوكسمبورغ إلى الغرب . في أكتوبر 1940، قرر “واينر” و“بيركل” طرد ال7500 يهودى الموجودين في بادن وبالاتينا إلى فرنسا. وادخلتهم الإدارة الفرنسية في معسكر “جرس” الموجود في البرانس. في 18 سبتمبر 1940، قرر هتلر طرد يهود ألمانيا إلى الشرق . اقدم من ثلاثة إلى أربعة الاف يهودى على الانتحار وبالاخص البرجوازيين المسنين . وعاش 10000 يهودى في حالة من السرية . بدأت الترحيلات المنظمة لليهود الالمان فعليا في نهاية شهر سبتمبر لعام 1941 . وقف اليهود في صفوف متجهة إلى محطات القطارات تحت نظر الالمان.
بين أكتوبر وديسمبر 1941، طرد أكثر من 50000 يهودى إلى الغيتو في وودج ووارسو ومينسك وكاوناس وريغا. في 1943، بقى رسميا ال50000 يهودى الذين يعملون في المصانع الألمانية . في فبراير 1943، ارادت السلطات طرد أعضاء الأزواج المختلطين . تظاهر النساء واجبرت الشرطة على التراجع .
شكل مصير الأزواج المختلطين والهجناء مشكلة للنازيون . تألف الهجناء من الدرجة الثانية - (الذين لديهم جد يهودى واحد) والذي يبلغ عددهم 43000 فرد - مع الآريون بعد “مؤتمر وانسى” . وتألف الهجناء من الدرجة الأولى - الذين لديهم جدين يهوديين والبالغ عددهم 64000 فرد - مع «اليهود الكاملون». واجه الشركاء غير اليهود من الأزواج المختلطين ضغوطا قوية للطلاق مما يتيح طرد الشركاء اليهود.
اظهر الشعب لامبالاة نسبية تجاه مصير اليهود برغم الحملة القوية المعادية للسامية من خلال فيلم “اليهودى سوس” على سبيل المثال، لكنهم اظهروا بعض التضامن مع اليهود أيضا.
كان للذين اخبئوا اليهود في برلين سلوكيات مختلفة، فمنهم من كان مستغل وبلا ضمير ومنهم من كان متعاطفا مع اليهود ومنهم من كان حاميا لليهود دون مصلحة . لم تهتم السلطات الكائوليكية والبروتستانتية الا بمصير اليهود المتحولون إلى المسيحية وحاولت استثنائهم من التهجير . فقط اقلية من البروتستانت اتخذت موقفا في صالح جميع اليهود.

#### المقاومة اليهودية
حتى في وقت الحرب، حاول اليهود الالمان ان يقاوموا . تكونت المجموعة الصهيونية السرية والتي تسمى “Chug Chaluzi” أي “دائرة الرواد” في ربيع عام 1943 . تكزنت هذه المجموعة من 40 عضوا قادمين من الحركات الشبابية الصهيونية . قاد هذه المجموعة Jizchak Schwersenz وEdith Wolff . حاولت هذه المجموعة في البداية مساعدة اليهود المحتجزين في معسكرات التكثيف ثم هربت إلى الخارج . اعلنت Edith Wolff التي تعلمت تعليما بروتستانتيا انتقالها لليهودية احتجاجا على السياسة النازية العرقية ودخلت التيار المسالم والصهيونية . لقد وفرت هذه المجموعة بطاقات تقنين لليهود المختبئين في برلين وساعدت بعضهم على الهرب ووفرت اماكن اختباء لبعض المهددين في بداية الترحيل الجماعى لليهود البرلينيون وزورت اوراق لمساعدتهم على الهرب . قبض على Edith Wolff عام 1944 من الجيستابو لتوزيعها بطاقات تقنين لليهود وحكم عليها بالسجن المشدد لكنها خرجت في الحرب. 

اسس ال“Gemeinschaft für Frieden und Aufbau” أي “المجتمع من اجل السلام والنهضة” على يد “ورنر شارف” وهي منظمة لمساعدة المضطهدين . تضم هذه المنظمة عشرون شخصا من اليهود والمسيحيون . طرد “ورنر شارف” في أغسطس 1943 في غيتو “Theresienstadt” لكنه تمكن من الهرب بعد شهر وعاد إلى برلين وعاش في السرية . لقد وفر لليهود اوراق مزورة واموال واماكن للاختباء بفضل كثرة علاقاته الشخصية . كان يبحث دائما عن اعلام الشعب الالمانى بحقيقة النظام النازى من خلال طبع المنشورات . كانت توضع هذه المنشورات في صناديق البريد وترسل إلى المئات من الافراد وكان يصل بعضهم سريا إلى فرنسا وهولندا. في أكتوبر 1944، فكك الجيستابو الشبكة وقبض على “ورنر شارف” وارسل إلى معسكر “Sachsenhausen” في 16 مارس 1945 أي قبل اسابيع من تحرير المعسكر وقد تمكن باقى أعضاء الشبكة من الهرب. 

اسس “هربرت” و“ماريان بوم” النشطاء الشيوعيون مجموعة للمقاومة مكونة من المراهقون اليهود القريبين من الشيوعية، واسست هذه المجموعة بين عامى 1938 و1939 . كانت من أعمال هذه المجموعة انتشار المنشورات المضادة للفاشية وحرق معرض منظم في برلين ضد الشيوعية . في 1942، قبض على 20 عضوا من بينهم . قتل “هربرت بوم” في السجن وقتل باقى الأعضاء في معسكرات التكثيف.

#### النفى والهولوكوست

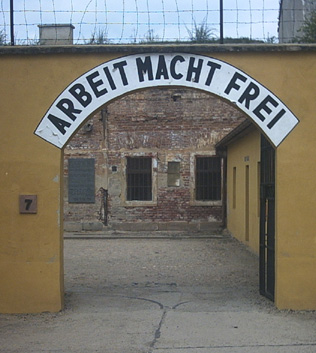
مدخل معسكر تكثيف في قلعة Theresienstadt

لم يكن قرار إبادة اليهود متخذا في وقت محدد . في مايو 1941، امر هتلر بالقضاء على يهود الاتحاد السوفيتي من خلال عملية بارباروسا. اتخذ قرار التصفية الكاملة لليهود في سبتمبر 1941 لانه منذ هذا الوقت، بدأ النازيون في القبض على اليهود وطردهم من جميع دول أوروبا . في أكتوبر 1941، وصل 20000 يهودى من الرايخ إلى غيتو لودز: 5000 في فيينا و4200 في برلين و2000 في كولونيا و1100 في فرانكفورت و1000 في هامبورغ و1000 في دوسلدورف و500 في لوكسمبرغ.
و تطلعت السلطات الألمانية لارسال 25000 يهودى إلى ريغا و25000 اخرون إلى مينسك وكاوناس.
بدلا من تحضير المعسكر، قام Friedrich Jeckeln قائد الوحدة الوقائية في ريغا بجمع قواته وإبادة أغلبية اليهود الموجودين في المدينة . ثم قسم الغيتو إلى قسمين: قسم لبضعة الالاف الناجية من عمليات الإبادة وقسم آخر سمى “القسم الالمانى” وذلك لفصل اليهود الالمان عن اليهود المحليون . وسكنوا في بيوت مدمرة . عانى هؤلاء اليهود خلال فصل الشتاء من برودة الجو والاوبئة التي تسببت في نسبة وفيات عالية.
في كاوناس، قتل 5000 يهودى 25 و29 نوفمبر 1941.
ذبح بعض اليهود القادمين من الرايخ إلى دول البلطيق وروسيا البيضاء بعد فترة صغيرة من وصولهم على يد ال“Einsatzgruppen” أي “وحدات الإبادة المتنقلة” .

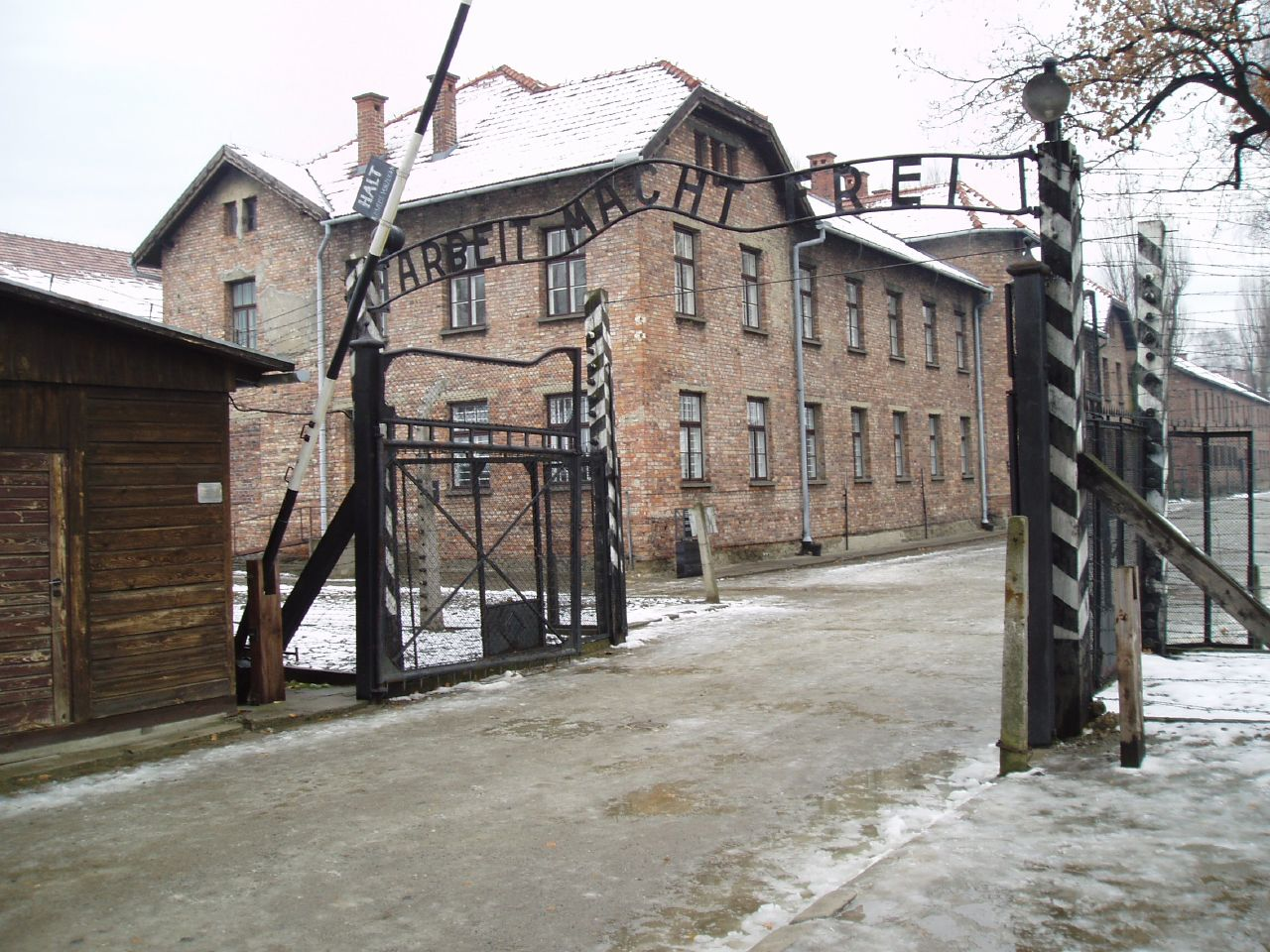
مدخل معسكر أوشفيتز.

لم يكن مؤتمر وانسى الذي عقد في 20 يناير 1942 الا مؤتمرا «للضبط التقنى».
ارسل اليهود الالمان الموجودين في غيتو وودج ووارسو واليهود البولنديون إلى معسكرات التكثيف في شيلمو وتربلنكا ومعسكر أوشفيتز بيركينو.
قتل معظم اليهود الالمان في حملات تدمير الغيتو الخاص بهم . في 1942 و1943، ارسل كل اليهود الباقين في ألمانيا إلى معسكرات تكثيف وبالاخص في معسكر أوشفيتز بيركينو. ارسل اليهود المسنون والمشهورون من ألمانيا والنمسا ومحمية “Bohême-Moravie” إلى تريزين قبل ان يرسلوا مرة أخرى إلى الشرق في بولندا ودول البلطيق وفي معسكرات تكثيف في بولندا المحتلة.
في بداية عام 1943، لم يبق رسميا في المنيا سوى 15000 يهودى . وقتل اغلبية اليهود المطرودين خارج ألمانيا . بقيت عدة الاف من اليهود مختبئين داخل ألمانيا . في الاجمالى، قتل ما يقرب من 170000 يهودى خلال الهولوكوست .

## اليهود منذ 1945
لقد حطمت النازية الثقافة اليهودية الألمانية تماما على المحيط الاوروبى . لكن هذه الثقافة الألمانية اليهودية حولت الثقافة الأمريكية على نحو دائم بعد استقرار العديد من اليهود في الولايات المتحدة. اعطى التقدم العلمي لكبرى الجامعات الأمريكية الكثير لليهود المطرودون من ألمانيا ومن أوروبا المركزية .

### إعادة بناء المجتمع

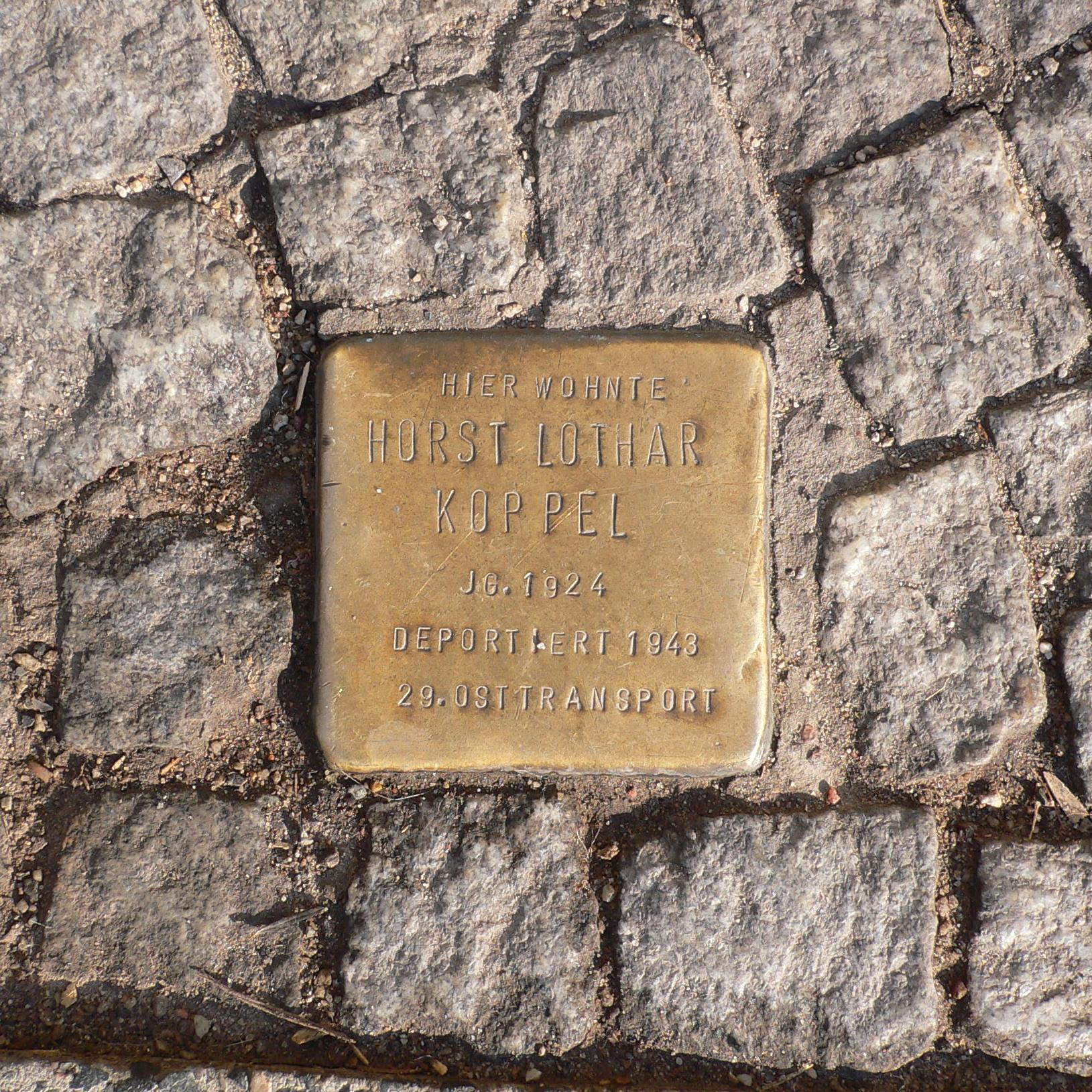
حجر مقبرة في برلين

بعد الحرب، رجع العديد من اليهود وخاصة البولنديون إلى اماكن الهولوكوست للبحث عن حياة محتملة . فقد اجبرتهم معاداة السامية القوية التي واجهتهم في بولندا للرجوع إلى الغرب . كان هدفهم هو الوصول إلى فلسطين أو الولايات المتحدة. لكنهم لم يتوصلوا لاستخراج تأشيرات لهاتين الدولتين فتكدسوا في منطقة الاحتلال الأمريكي في ألمانيا . بين 1945 و1948 , استقر 270000 يهودى في ألمانيا في مخيمات المشردين وقد حازوا على اهتمام أكبر المنظمات اليهودية الأمريكية . انتقل بعض هؤلاء اللاجئون إلى المدن . لقد استقروا في ألمانيا الغربية بالاستفادة السريعة من المناخ الاقتصادى الميشر لفترة إعادة البناء . في 19 يوليو 1950 , اسس “المجلس المركزى لليهود الالمان” وهي المنظمة الجديدة الحاكمة للمجتمع اليهودى . يجمع هذا المجلس الممثلين عن المنظمات اليهودية لمناطق الاحتلال القديمة والممثلين عن اليهود في مخيمات «المشردين».
منذ منتصف خمسينات القرن العشرين، رجع بعض اليهود الالمان الذين هاجروا إلى فلسطين إلى موطنهم الأصلي لعدم قدرتهم على التأقلم مع ظروف الحياة في إسرائيل فانتقدوا من المنظمات اليهودية الأمريكية التي تعتقد أنه «من غير الاخلاقى ان يعيش اليهود في بلاد الجلادين».
صرح المؤرخ Eugen Kogon ردا على المطالبات بالرحيل من ألمانيا: «ان هذا الموقف بترك ألمانيا سوف يفهم على انه انتصار كامل لهتلر وتحقيق لاهدافه».
في ستينات القرن العشرين، بلغ عدد أعضاء المجتمع اليهودى 20000 عضوا حسب ال“RFA” والقاطنين في برلين الغربية وميونخ وفرانكفورت وهامبورغ وكولونيا ودوسلدورف . وكان من المستحيل تقييم عدد اليهود الغير معلن.
استئنفت الدراسات حول اللغة والثقافة اليديشية عام 1960 في الجامعات الألمانية التي اجريت بها نفس الأبحاث والدراسات في 1934 . كانت هذه الدراسات موجهة نحو اللغويات الألمانية والتاريخ وخاصة دراسات مكثفة حول اليديشية الغربية . كان المركز الأساسي لهذه الدراسات هي جامعة ترير منذ 1971.
اعترف المستشار كونراد أديناور بمسؤولية ألمانيا ومضى مع إسرائيل عدة مواثيق التي تجلب لاسرائيل دعم مادى ومعنوى كبير . لقد وضع سقالة قضائية للتعويضات بعد ضغط من منظمات المرحلين الغربية ومنظمات الولايات المتحدة . لكن النازيون اختفوا سريعا بسبب الحرب الباردة.
ظل بعض اليهود في منطقة الاحتلال السوفييتى ورجع البعض من المتحمسون للشيوعية لبناء الاشتراكية . تم الاعتراف باليهود «كضحايا الفاشية» ومساعدتهم لكن الجمهورية الألمانية الديموقراطية اخلت مسؤوليتها من الهولوكوست . وأصبحت ألمانيا واحدة من اقوى اعداء إسرائيل فقد دعمت الدول والحركات العربية بتوفير الكوادر المدنية والحربية لهم أو بتسهيل تكوين المعسكرات الحربية للتدريب في ألمانيا.
فقد وفرت أيضا للقوميون العرب نسخ من الفيلم المعادى للسامية “اليهودى سوس” في اطار سياستهم المضادة للصهيونية.
نبذ اليهود وحوكم المفكرون اليهود امام المحاكم الستالينية . في 1956، لم يبق رسميا سوى 1900 يهودى في ألمانيا . في منتصف ثمانينات القرن العشرين، اعطى لليهود الالمان الشرقيين ان يذهبوا بحرية إلى الغرب . استعيد الكنيس الجديد ببرلين في “Oranienburger Strasse” والمعروف بقبته الذهبية.
بعد سقوط جدار برلين، سمح لوثر مازيار اخر رئيس وزراء في الجمهورية الألمانية الديموقراطية ليهود الاتحاد السوفيتى بالهجرة إلى ألمانيا . استقر 100000 يهودى من السوفيت رسميا في ألمانيا . كانت الظروف المتاحة ليهود أوروبا الشرقيين متسامحة حيث كان كل فرد لديه أب أو ام يهود أو متزوج من يهودى يمتلك حق الهجرة إلى ألمانيا . فاستطاع العديد من الروسيون الذين لم يستطعوا الذهاب إلى إسرائيل ان يتركوا بلدهم الأصلي . واكتشف البعض اصولهم اليهودية في الوقت المناسب.
كانت الاجتكاكات كبيرة بين المجتمعات القديمة والجديدة مثلما حدث في نهاية القرن التاسع عشر . لم يتم دمج يهود السوفيت على الرغم من النجاحات البرلينية . كانت نسبة البطالة عالية جدا عند يهود الشرق . تدهورت ظروفهم المعيشية كما قلت المساعدات الاجتماعية.
اسخط اليهود الروس غير المنضبطين ويهود أوكرانيا ويهود آسيا الوسطى الشعب الالمانى في المقاطعات الشرقية . وكانت النتيجة إعادة إنتاج المعاداة للسامية . مارس حليقى الرؤوس المنتمين للمعاداة للسامية الجديدة معاداة لليهود بشكل دائم دون أن يعتبر ما يفعلونه مؤثرا.

### اليهودية الألمانية المعاصرة

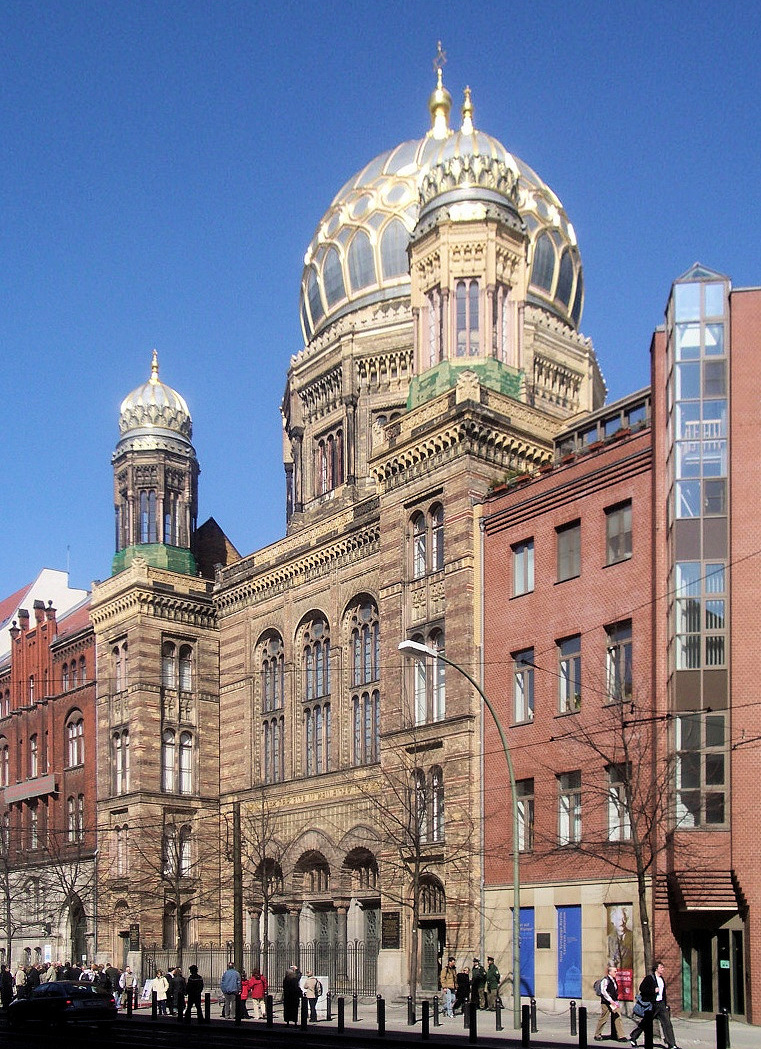
كنيس برلين الجديد في Oranienburger Straße.

في القرن الواحد والعشرين، يعيش 105000 يهودى في ألمانيا كاعضاء في المجتمعات اليهودية . يعيش أيضا من 40000 إلى 80000 يهودى في ألمانيا دون الانضمام للمجتمعات اليهودية . بالرغم من ذلك، لا يوجد علاقة استمرارية بين المجتمع اليهودى المعاصر والمجتمع اليهودى قبل الحرب.
في 1999، كتب هانز ماير: «انا مدرس وكاتب للغة الألمانية ولكنى لست ولا استطيع ان اكون ألمانيا».
توجد أهم المجتمعات اليهودية في برلين وعدد أعضاؤها 11000 عضوا تليها ميونخ (9000 في عام 2004)  ثم فرانكفورت (7000 في 2003).
استطاعت المجتمعات اليهودية القديمة في لايبزيغ ودريسدن تنمية الحياة المجتمعبة النشطة من جديد . في لايبزيغ، وصل عدد المجتمع اليهودى من 40 عضوا في 1989 إلى 1200 عضوا في 2007.
معظم الأعضاء من المهاجرين حاليا . ألمانيا هي البلد الوحيد في أوروبا الذي يزداد فيه عدد اليهود بينما يقل عددهم في باقى البلاد.
في الجامعة، ازداد الاهتمام بالثقافة اليهودية وبالاخص اليديشية . تدرس العديد من المناهج عن التاريخ والثقافات اليديشية . يتم التحضير لكورسات تخصصية في التاريخ والأدب اليهودى في جامعة همبولت في برلين.
يدرس أيضا تنوع الثقافة اليديشية كما ظهرت في الأدب والموسيقى والرسم والمسرح في اطار المبادرات الخاصة والمحلية في برلين ودوسلدورف وفرانكفورت . نظمت أيام للثقافة اليديشية في برلين في اطار مشروع اليونسكو. جاء المشاركون من جميع البلاد التي لا تزال تمارس فيها الثقافة اليديشية.
ينسق المجلس المركزى لليهود بألمانيا الذي اسس مقره في برلين منذ 1999 حياة مختلف المجتمعات اليهودية الموجودة في ألمانيا . يحصل هذا المجلس على مساعدة من الدولة تقدر بثلاثة ملايين يورو للحفاظ على موروث الثقافة اليهودية الألمانية والحفاظ على ذكرى الهولوكوست واعادة تأسيس مجتمع يهودى وتسهيل عمله في الاندماج والسياسة الاجتماعية . في 10 نوفمبر 2006، افتتح كنيس ميونخ الذي تم تدميره من قبل النازيون في 1938 ومول بناءه من اموال المدينة . في نفس العام، خرج أول حاخام متعلم في الملنيا منذ اغلاق اخر معهد في 1942.
في يوم الجمعة 31 أغسطس 2007، افتتح أكبر كنيس في برلين بعد ثلاثة سنوات من أعمال التشييد ويعتبر هذا الكنيس رمزا لاصلاح اليهودية الألمانية.
مولت الدولة المجتمعات اليهودية بسبب مسؤوليتها التاريخية عما حدث لليهود.
و تدير أيضا مقابر المجتمعات اليهودية الألمانية المختفية . من أهم مهام المجلس المركزى لليهود في ألمانيا اعلاء قيمة التسامح ومقاومة العنصرية ومعاداة السامية.
في 9 نوفمبر 2008، كان احياء الذكرى السبعين لليلة الكريستال في كنيس ريكستراس فرصة للمستشارة الألمانية أنغيلا ميركل ان تلقى خطابا لتقول: «ان ميراث الماضى يعطى دروسا للمستقبل» ونددت «باللا مبالاة تجاه العنصرية والمعاداة للسامية» فهي تقصد أن اللا مبالاة هي الخطوة الأولى لترسيخ مبادئ عنصرية لا مفر منها . وواصلت كلامها «كان لدى عدد قليل جدا من الالمان الشجاعة للتظاهر ضد الهمجية النازية . ان هذا الدرس المستفاد من ماضى اليهود في ألمانيا سنطبق اليوم على أوروبا وعلى مناطق أخرى خاصة البلاد العربية.».

## الملحوظات والمراجع
1. 1 2 3 4 5 6 7 8 9  كتب فرانسوا جورج دريفوس عن اليهود في ألمانيا في سبتمبر 2002 نسخة محفوظة 03 مارس 2016 على موقع واي باك مشين.
2. 1 2 3 4 5 6  مقالة باسم ألمانيا على موقع jewishencyclopedia نسخة محفوظة 08 يناير 2018 على موقع واي باك مشين.
3. ↑  مقالة لهنريك جرايتز بعنوان تاريخ اليهود نسخة محفوظة 14 سبتمبر 2011 على موقع واي باك مشين.
4. ↑  انسيكلوبيديا التاريخ اليهودى ، صفحة 72
5. ↑  Renée Doehaerd, Le Haut Moyen-Age occidental, économies et sociétés, PUF, 1971, p 255
6. ↑  نشرت النصوص الاصلية لهذه المواثيق في Karl Zeumer (éd.), Formulae Merowingici et Karolini Aevi : Accedunt ; Ordines Iudiciorum Dei, Hanovre, Impensis bibliopolii Hahniani, 1886, 30, 31 et 52 ؛ وفى نسخ ملخصة ومعلق عليها في Julius Aronius, Regesten zur Geschichte der Juden im fränkischen und deutschen Reiche bis zum Jahre 1273, Berlin, L. Simion, 1902, 81-83
7. ↑  Yosef Hayim Yerushalmi, « Serviteurs des rois et non serviteurs des serviteurs », dans Raisons politiques, 2002/2003, n°7, p. 19 à 52
8. 1 2 3 4 5  مقالة عن تشتت اليهود في مختلف البلاد نسخة محفوظة 01 مايو 2017 على موقع واي باك مشين.
9. 1 2 3 4 5 6 7 8  كتب ناهون في “تاريخ الشعب اليهودى في Encyclopædia Universalis, DVD, 2007”
10. ↑  جائت مقولة “لزيادة شرف المدينة الف مرة” في نص الميثاق الذي كتبه روديجر بنفسه
11. ↑  مقالة هل اليهود شعب ملعون ؟ نسخة محفوظة 14 نوفمبر 2008 على موقع واي باك مشين. "نسخة مؤرشفة". مؤرشف من الأصل في 2016-03-05. اطلع عليه بتاريخ 2018-01-31.
12. ↑  Ludwig Weiland (éd.), Constitutiones et Acta Publica Imperatorum et Regum, (1893) vol. 1, Hanovre, Impensis bibliopolii Hahniani, 163 ; Regensburg, 1182 : J. Aronius, Regesten…
13. ↑  هذا ما اكده القديس بولس في رسالة بولس الرسول إلى اهل رومية
14. ↑  Collectif, Histoire du christianisme, Desclée, 1993, p. 702
15. ↑  Encyclopædia Britannica, article « Gershom ben Judah », 2007
16. ↑  Cécile Morrisson, Les Croisades, PUF, 1969, nouvelle édition : 2006, p 22
17. 1 2 3 4 5 6 7 8 9 10  Esther Benbassa, « Antisémitisme », Encyclopaedia Universalis, DVD, 2007
18. 1 2 3 4  مقالة بعنوان تشتت ألمانيا [وصلة مكسورة] نسخة محفوظة 06 مارس 2016 على موقع واي باك مشين.
19. ↑  Jean-Philippe Lecat, L'idée de croisade selon Bernard de Clairvaux, Grandes signatures, n°1, avril 2008, p 68
20. ↑  مقالة تسجيل عالم ضائع Recording%20a%20Lost%20World » نسخة محفوظة 7 فبراير 2020 على موقع واي باك مشين.
21. ↑  Stobbe, Les Juifs en Allemagne, p. 189
22. ↑  Histoire du christianisme, p. 703
23. ↑  Encyclopédie de l'histoire juive, p. 73
24. ↑  Gabrielle Sed-Rajna, article « Mahzor », dans Encyclopaedia Universalis, DVD, 2007
25. ↑  René Gutman, Le memorbuch, mémorial de la déportation et de la résistance des juifs du Bas-Rhin, La Nuée Bleue, Introduction
26. ↑  Gabrielle Sed-Rajna, « L'art juif », dans Encyclopaedia Universalis, DVD, 2007
27. ↑  Encyclopédie de l'histoire juive, p. 94
28. ↑  Encyclopédie de l'histoire juive, p. 95
29. ↑  La synagogue, entièrement détruite en 1939, a été reconstruite à l'identique en 1961
30. ↑  Encyclopédie de l'histoire juive, p. 96
31. ↑  Encyclopédie de l'histoire juive, p. 97
32. ↑  Histoire du christianisme, Desclée, p. 703
33. ↑  Helmut Berding, Histoire de l'antisémitisme en Allemagne, Éditions MSH, 1991, p. 9
34. ↑  Gérard Nahon, Article Ghetto, Encyclopaedia Universalis, DVD, 2007
35. 1 2  Helmut Berding, p. 12
36. 1 2 3  كتب ديفيد شيوفيدز مقالة باسم جولة افتراضية في التاريخ اليهودي: ألمانيا في 6 ابريل 2008 نسخة محفوظة 26 يوليو 2017 على موقع واي باك مشين.
37. ↑  “إلى ليفيتا” يهودى مشهور تابع لتيار الإنسانية ، بلده الاصلى نارمبورغ وذهب إلى فينيس بعد طرد اليهود من المدينة وهو كاتب “Bove-Bukh” في 1507-1508 وتتحدث عن الفروسية الاكثر شعبية وكتوبة باللغة اليديشية.
38. ↑  Helmut Berding, p. 29
39. ↑  Helmut Berding, p. 10
40. 1 2  Dominique Jarrassé, « La synagogue », dans Encyclopaedia Universalis, DVD, 2007
41. ↑  كتب هبرايكا مقالة باسم "السجلات العالمية للقرن الئامن عشر" نسخة محفوظة 26 مايو 2008 على موقع واي باك مشين. ونشرت على موقع hebraica.org بتارخ 10 ابريل 2008 نسخة محفوظة 17 مارس 2016 على موقع واي باك مشين.
42. 1 2 3 4 5 6  كتب مايكل برجر مقالة باسم IRON CROSS and STAR OF DAVID ونشرت على موقع www.trafoberlin.de بتاريخ 5 ابريل 2008 نسخة محفوظة 31 يناير 2012 على موقع واي باك مشين.
43. ↑  كتب ديفيد بيال كناب بإسم Les Cultures des Juifs, éditions de l’Éclat, 2006; والذي نشر منه جزء على موقع www.lekti-ecriture.com نسخة محفوظة 21 أبريل 2016 على موقع واي باك مشين.
44. ↑  Helmut Berding, p. 15
45. 1 2  Helmut Berding, p. 33
46. ↑  Helmut Berding, p. 14
47. 1 2 3 4 5  جاء في كشاكيل الهولوكوست ، الطبعة الاولى ، نص بعنوان اليهود والالمان : "تكافل" جدلى نشر على موقع www.anti-rev.org بتاريخ 23 مارس 2008 نسخة محفوظة 19 أكتوبر 2010 على موقع واي باك مشين.
48. ↑  Encyclopédie de l'histoire juive, p. 98
49. 1 2 3  Encyclopédie de l'histoire juive, p. 99
50. ↑  كتب ايماجو موندى مقالة باسم التشتت اليهودى في الامبراطورية المقدسة وفي العصور الوسطى على موقع http://www.cosmovisions.com/ بتاريخ 22 مارس 2008 نسخة محفوظة 02 يونيو 2017 على موقع واي باك مشين.
51. ↑  Helmut Berding, p. 22-23
52. ↑  Helmut Berding, p. 24
53. 1 2  Helmut Berding, p. 26
54. ↑  Acte confédéré, article 16
55. ↑  David Sorkin, The transformation of German Jewry, 1780-1840, Oxford, New York, 1987
56. ↑  Immanuel Wolf, « Ueber den Begriff einer Wissenschaft des Judentums », Zeitschrift fur die Wissenschaft des Judentums, 1 (1), 1822. وتوجد النصوص الأساسية بترجمة إنجليزية في Paul R. Mendes-Flohr, Jehuda Reinharz, eds, The Jew in the modern world : A documentary history, New York, Oxford University Press, 1980 et 1995.
57. ↑  كتب آن جولدبرج مقالة بعنوان قراءة في تاريخ اليهود في بداية القرن العشرين بتاريخ 8 أبريل 2008 نسخة محفوظة 17 يوليو 2017 على موقع واي باك مشين.
58. ↑  Delphine Szwarcburt et Mirjam Zomersztajn, Identité juive et laïcité, Regards – Revue juive de Belgique, 2004, p 11
59. 1 2 3 4 5 6  كتب جوردون كريج مقالة بعنوان « The Pity of It All: A History of Jews in Germany, 1743-1933, Review essay » نسخة محفوظة 18 مايو 2013 على موقع واي باك مشين. ونشر على موقع http://www.umb.edu/بتاريخ 6 أبريل 2008 نسخة محفوظة 18 مارس 2016 على موقع واي باك مشين.
60. ↑  Helmut Berding, p. 28
61. ↑  Helmut Berding, p. 29-30
62. 1 2  Jacques Houdaille, La population juive en Allemagne de 1852 à 1939, Population, 38e année, n° 3, mai, juin 1983), p. 605-609
63. 1 2 3 4 5 6 7  كتب إنزو ترافرسو مقالة بعنوان الكونية والتحول الثقافى : حال اليهود الالمان نسخة محفوظة 4 مارس 2016 على موقع واي باك مشين. ونشر على موقع http://revue-de-synthese.eu/ بتاريخ 17 ابريل 2008 [وصلة مكسورة] نسخة محفوظة 4 مارس 2016 على موقع واي باك مشين.
64. 1 2 3  كتب دوتش جوريستنتاج مقالة بعنوان المحامون اليهود كيان المانى نسخة محفوظة 20 نوفمبر 2010 على موقع واي باك مشين. ونشرت على موقع http://www.brak.de/ بتاريخ 26 مارس 2008 [وصلة مكسورة] نسخة محفوظة 14 ديسمبر 2010 على موقع واي باك مشين.
65. ↑  انسيكلوبيديا الرسامون والنقاشون اليهود على موقع http://www.artcult.fr/ نسخة محفوظة 15 يناير 2017 على موقع واي باك مشين.
66. ↑  Alain Dieckhoff, « Sionisme », dans Encyclopaedia Universalis, DVD, 2007
67. ↑  كتب سوفى نيزار مقالة باسم اليهودية والحداثة على موقع http://eduscol.education.fr/ بتاريخ 3 ابريل 2008 نسخة محفوظة 21 مايو 2017 على موقع واي باك مشين.
68. 1 2  كتب A. S. I. J. A. مقالة بعنوان المدارس الحاخامية والمعاهد اللاهوتية في النصف الثانى من القرن التاسع عشر نسخة محفوظة 7 يناير 2013 at Archive.is نشرت على موقع http://judaisme.sdv.fr/بتاريخ 8 ابريل 2008 نسخة محفوظة 03 مارس 2016 على موقع واي باك مشين.
69. ↑  Encyclopédie de l'histoire juive, p. 102
70. ↑  Encyclopédie de l'histoire juive, p. 103
71. ↑  جاء ذلك في كتابه Mémoire juive et nationalité allemande. Les juifs berlinois à la Belle Époque. Paris, P.U.F., 2000,
72. ↑  كتب بول جينويسكى مقال بعنوان الهوية الألمانية والهوية اليهودية قبل المحرقة نسخة محفوظة 02 ديسمبر 2008 على موقع واي باك مشين.
73. ↑  Archives de Sciences Sociales des Religions 112-16, octobre-décembre 2000 نسخة محفوظة 15 أغسطس 2007 على موقع واي باك مشين. "نسخة مؤرشفة". مؤرشف من الأصل في 2007-08-15. اطلع عليه بتاريخ 2012-06-30.
74. ↑  Helmut Berding, p. 35
75. ↑  Dominique Bourel, La solitude des sionistes, Les collections de l'Histoire, n°39, avril 2008, p 38
76. ↑  Dominique Bourel, p. 39
77. ↑  Enzo Traverso, Les juifs et l'Allemagne, De la symbiose judéo-allemande à la mémoire d'Auschwitz, La Découverte, 1993
78. ↑  Helmut Berding, p. 104
79. ↑  Helmut Berding, p. 105
80. ↑  Lionel Richard, Nazisme et barbarie, Éditions Complexe, 2006, p. 29
81. ↑  كتب Dorothea Bohnekamp مقالا باسم التكافل الالمانى اليهودى : تاريخ الانجذاب الهش على موقع http://www.histoire-politique.fr/index.php?numero=03&rub=index بتاريخ 2 ابريل 2008 نسخة محفوظة 20 مارس 2016 على موقع واي باك مشين.
82. ↑  Roland Charpiot, Histoire des Juifs d'Allemagne du Moyen âge à nos jours, Vuibert, 2009, p. 108.
83. ↑  Roland Charpiot, Histoire des Juifs d'Allemagne du Moyen âge à nos jours, Vuibert, 2009, p. 119 et 120.
84. ↑  Helmut Berding, p. 154
85. ↑  Roland Charpiot, Histoire des Juifs d'Allemagne du Moyen âge à nos jours, Vuibert, 2009, p. 141.
86. ↑  Roland Charpiot, Histoire des Juifs d'Allemagne du Moyen âge à nos jours, Vuibert, 2009, p. 136.
87. ↑  Daniel Aberdam, Berlin entre les deux guerres, une symbiose judéo-allemande, L'Harmattan, 2000, p. 33
88. ↑  Michael Löwy, La culture juive allemande entre assimilation et catastrophe, Plurielles numéro 9 - Les juifs et l’Europe
89. ↑  Raul Hilberg, La destruction des Juifs d'Europe, Tome 1, Foliohistoire, 2006, p 318
90. ↑  Raul Hilberg, p 97
91. 1 2  Daniel Aberdam, p. 95-96
92. ↑  Stéphane Mose, L'Ange de l'histoire, Rosenzweig, Benjamin et Sholem, Paris, Seuil, 1992
93. ↑  كتبت جويل هانسل مقالا بعنوان يهودية بوجوه عديدة ونشر على موقع http://www.scribd.com/ بتاريخ 3 ابريل 2008 نسخة محفوظة 05 مارس 2016 على موقع واي باك مشين.
94. ↑  Helmut Berding, p. 165
95. ↑  Helmut Berding, p. 172
96. ↑  Roland Charpiot, Histoire des Juifs d'Allemagne du Moyen âge à nos jours, Vuibert, 2009, p. 142.
97. ↑  Helmut Berding, p. 173
98. 1 2  كتب بول تليلة مقالة باسم النازية والابادة الجماعية : مثال للوحشية نسخة محفوظة 5 أبريل 2008 على موقع واي باك مشين. على موقع http://www.revue-lebanquet.com/ بتاريخ 8 ابريل 2008 [وصلة مكسورة] نسخة محفوظة 05 أبريل 2008 على موقع واي باك مشين.
99. ↑  Albert Einstein, « Wie ich Zionist wurde » (« pourquoi je suis devenu sioniste »), dans Judische Rundschau, 21 juin 1921, p. 351
100. ↑  Olivier Esteves, Une histoire populaire du boycott, L'Harmattan, 2005, p. 110
101. ↑  Alfred Wahl, L'Allemagne de 1918 à 1945, Armand Colin, 1999, p. 104
102. ↑  قال رونالد شاربيو :«انه كان فشل كبير» في كتاب Histoire des Juifs d'Allemagne du Moyen âge à nos jours, Vuibert, 2009, p. 157
103. ↑  و اكدت التسوية التى نشرت في 11 ابريل ان كل من له اب او جد يهودى يعتبر من خارج الآرية.
104. ↑  بطلب خاص من المشير هندنبرج
105. ↑  أقصى الموظفون اليهود من هذا الحق ولم يحصلوا على معاش
106. ↑  Roland Charpiot, Histoire des Juifs d'Allemagne du Moyen âge à nos jours, Vuibert, 2009, p. 158.
107. 1 2 3 4  نشر مقال باسم التشريع المعادى للسامية في ألمانيا قبل الحرب نسخة محفوظة 17 أبريل 2013 على موقع واي باك مشين. على موقع انسيكلوبيديا الوسائط المتعددة للمحرقة بتاريخ 23 مارس 2008 نسخة محفوظة 25 فبراير 2017 على موقع واي باك مشين.
108. ↑  Pierre Ayçoberry, La société allemande sous le IIIe Reich, Le Seuil, p. 64
109. ↑  مقالة باسم ليلة الكريستال نشرت على موقع http://www.herodote.net/index.php نسخة محفوظة 12 مارس 2018 على موقع واي باك مشين.
110. 1 2  Alfred Wahl, p. 169
111. ↑  Roland Charpiot, Histoire des Juifs d'Allemagne du Moyen âge à nos jours, Vuibert, 2009, p. 161.
112. ↑  Raul Hilberg, p 259
113. ↑  يستطيع الشريك الآرى ان يقول حسب قوانين نارمبرج انه قد توصل لتوضيحات قادته للسأم من هذا الزواج
114. ↑  Raul Hilberg, p 298
115. ↑  Raul Hilberg, p. 97
116. ↑  Raul Hiberg, p 320
117. ↑  Raul Hilberg, p. 98
118. ↑  Raul Hilberg, p 326
119. ↑  Raul Hilberg, pp 326-327
120. ↑  Pierre Ayçoberry, p. 65
121. ↑  Encyclopédie de l'histoire juive, p. 147
122. ↑  Raul Hilberg, p. 257
123. 1 2 3 4  كتب مقال باسم المقاومة اليهودية في موقع http://resistanceallemande.online.fr/ بتاريخ 5 ابريل 2008 نسخة محفوظة 03 مارس 2016 على موقع واي باك مشين.
124. ↑  Roland Charpiot, Histoire des Juifs d'Allemagne du Moyen âge à nos jours, Vuibert, 2009, p. 178 et 179.
125. ↑  تكلم بيير ايسوبيرى على وجود 180000 يهودى في بداية الحرب العالمية الثانية.
126. 1 2  Pierre Ayçoberry, p. 322
127. 1 2 3  كتب مقال بعنوان اليهود الالمان اثناء الهولوكوست 1939-1945 على موقع http://www.ushmm.org/ بتاريخ 23 مارس 2008 نسخة محفوظة 19 نوفمبر 2015 على موقع واي باك مشين.
128. ↑  Pierre Ayçoberry, p. 323
129. ↑  Pierre Ayçoberry, p. 324
130. ↑  Pierre Ayçoberry, p. 325
131. ↑  Raul Hilberg, Tome 1, p 379
132. ↑  Raul Hiberg, T. 1, p632
133. ↑  Raul Hilberg, T.1, p 634
134. ↑  Raul Hilberg, T.1, p 635
135. 1 2  نشرت مقالة باسم الخمسون عاما للمجلس المركزى لليهود على موقع http://www.aidh.org/ بتاريخ 5 ابريل 2008 نسخة محفوظة 09 فبراير 2017 على موقع واي باك مشين.
136. 1 2 3  نشرت مقالة باسم يهود ألمانيا بعد الحرب العالمية الثانية على موقع http://www.laviedesidees.fr/ بتاريخ 23 مارس 2008 نسخة محفوظة 29 يوليو 2017 على موقع واي باك مشين.
137. 1 2 3  نشر مقال بعنوان اليديشية : لغة وادب على موقع http://assembly.coe.int/defaultE.asp بتاريخ 27 يونيو 2008 نسخة محفوظة 7 سبتمبر 2020 على موقع واي باك مشين.
138. ↑  Davis S Hull, Films in the Third reich, University of California Press, Berkeley, 1969, p. 160-172
139. ↑  نشرت مقالة باسم ازمة الهوية لليهود الالمان على موقع http://lagazettedeberlin.de/ 21 اغسطس 2008 نسخة محفوظة 29 يوليو 2017 على موقع واي باك مشين.
140. ↑  في مقاله Allemands et Juifs, La révocation, Paris, Presses universitaires de France, 1999
141. ↑  مقالة عن ميونخ على موقع المكتبة اليهودية الافتراضية نسخة محفوظة 22 يناير 2017 على موقع واي باك مشين.
142. ↑  مقالة عن فرانكفورت على موقع المكتبة اليهودية الافتراضية نسخة محفوظة 23 مارس 2016 على موقع واي باك مشين.
143. 1 2  مقالة باسم الكنائس والمجتمعات الدينية على موقع http://www.tatsachen-ueber-deutschland.de/fr/home1.html بتاريخ 20 مارس 2008 Les%20Églises%20et%20les%20communautés%20religieuses » نسخة محفوظة 8 يناير 2020 على موقع واي باك مشين.
144. ↑  خلال المؤتمر التاسع والعشرين للمجتمع الدولى لعلم اجتماع الاديان في يوليو 2007 في لايبزيغ بألمانيا.
145. ↑  مقالة باسم هل أنت سعيد مثل اليهود في ألمانيا ؟ على موقع http://www.scienceshumaines.com/ نسخة محفوظة 29 يوليو 2011 على موقع واي باك مشين.
146. ↑  نشرت مقالة بعنوان أكبر كنيس في ألمانيا يفتح ابوابه امام المصلين[وصلة مكسورة] على موقع جريدة التحرير الفرنسية بتاريخ 7 سبتمبر 2007 نسخة محفوظة 28 يناير 2018 على موقع واي باك مشين.
147. ↑  Dans L'Impossible Retour, publié chez Flammarion en 2007
148. ↑  نشرت مقالة باسم منذ سبعون عاما ، كانت ليلة الكريستال نسخة محفوظة 25 يونيو 2020 على موقع واي باك مشين. علة موقع http://www.rfi.fr/بتاريخ 9 نوفمبر 2008 نسخة محفوظة 29 مايو 2017 على موقع واي باك مشين.

### الكتب
- Collectif, Encyclopédie de l'histoire juive, Liana Levi, 1989
- Daniel Aberdam, Berlin entre les deux guerres, une symbiose judéo-allemande, Actes du Colloque tenu à l'Université Stendhal, Grenoble, L'Harmattan, 2000 (ردمك 2738495869), disponible sur Google livres
- Pierre Ayçoberry, La société allemande sous le III Reich, Le Seuil, 1998
- Daniel Azuélos, L'entrée en bourgeoisie des Juifs allemands ou la paradigme libéral (1800-1933), Paris, Presses de l'université Paris-Sorbonne, 2005.
- Sous la direction d'Elie Barnavi et Denis Charbit, Histoire universelle des juifs, Hachette, 1992. Mise à jour 2005 (ردمك 978-2012356177)
- Helmut Berding, Histoire de l'antisémitisme en Allemagne, Maison des Sciences de l'Homme, 1995 (ردمك 2735104257), disponible sur Google livres
- Michael Berger: Eisernes Kreuz und Davidstern. Die Geschichte Jüdischer Soldaten in Deutschen Armeen; trafo verlag; 2006; ISBN 3-89626-476-1
- Michael Berger: Eisernes Kreuz – Doppeladler – Davidstern. Juden in deutschen und österreichisch-ungarischen Armeen. Der Militärdienst jüdischer Soldaten durch zwei Jahrhunderte; trafo verlag; Berlin; 2010; ISBN 978-3-89626-962-1
- Jacques Ehrenfreund, Mémoire juive et nationalité allemande. Les juifs berlinois à la Belle Époque, Paris, P.U.F., 2000
- I. Elbogen, Geschichte der Juden in Deutschland, Berlin, 1935
- شاؤول فريدليندر, Les années de persécution : L'Allemagne nazie et les Juifs, 1933-1939, Seuil, 2008
- هاينريش جرايتز، Histoire des Juifs , 5 volumes, Paris, 1882-1897 disponible sur mediterranee-antique.info
- راؤول هيلبرغ، La destruction des Juifs d'Europe, Foliohistoire, 2006, tomes 1 et 2
- Michael A. Meyer: German–Jewish History in Modern Times, vols. 1–4. New York, 1996–1998 :
  - vol. 1 Tradition and Enlightenment, 1600–1780
  - vol. 2 Emancipation and Acculturation, 1780–1871
  - vol. 3 Integration in Dispute, 1871–1918
  - vol. 4 Renewal and Destruction, 1918–1945
- T. Nidal Nachum: Les juifs en Allemagne de l'époque romaine à la république de Weimar, un aspect de l'histoire allemande, Konemann, 1998
- Cecil Roth, Histoire du peuple juif, Stock, 2 volumes, 1980
- Delphine Szwarcburt et Mirjam Zomersztajn, Identité juive et laïcité, Regards – Revue juive de Belgique, 2004, disponible sur cclj.be نسخة محفوظة 14 أكتوبر 2007 على موقع واي باك مشين.
- Alfred Wahl, L'Allemagne de 1918 à 1945, Armand Colin, 1999

### وصلات داخلية

#### شخصيات
- أدولف هتلر
- فريدريك الأول بربروسا
- نابليون الأول
- ثيودور هرتزل
- ألبرت أينشتاين
- أبراهام جيجر
- رینهارد هایدریش

#### اْحداث
- الحرب العالمية الثانية
- الحرب العالمية الاولى
- ليلة البلور
- عملية بارباروسا
- الحرب الباردة

#### مواثيق ومؤتمرات ومنظمات وحركات
- معاداة السامية
- صلح وستفاليا
- التنوير
- الصهيونية
- اليهودية المحافظة
- جمهورية فايمر
- كتيبة العاصفة
- غيتو
- الوحدة الوقائية
- يونسكو

#### تاريخ اليهود
- تاريخ اليهود في إسبانيا
- تاريخ اليهودية المحافظة

### وصلات خارجية
- المدارس الحاخامية والمعاهد اللاهوتية في النصف الثانى من القرن التاسع عشر نسخة محفوظة 7 يناير 2013 at Archive.is
- موقع بيت الاشكناز
- يهود ألمانيا بعد الحرب العالمية الثانية
- قراءة في التاريخ اليهودى في بداية القرن العشرين